# Conferenza di Wannsee
La conferenza di Wannsee (in tedesco Wannseekonferenz) si svolse il 20 gennaio 1942 a villa Marlier, sulla riva del lago Großer Wannsee nella periferia a sud di Berlino. Vi parteciparono quindici personaggi di primo piano del regime nazionalsocialista, del partito e delle Schutzstaffel, tra cui quattro segretari di Stato, due funzionari pubblici di grado equivalente e un sottosegretario. Si riunirono su invito dell'SS-Obergruppenführer Reinhard Heydrich per definire la cosiddetta «soluzione finale della questione ebraica» (Endlösung der Judenfrage) e chiarire direttamente con i dirigenti delle strutture amministrative di potere del Terzo Reich potenzialmente concorrenti che, a partire dalle direttive ricevute fin dal luglio 1941 da Hermann Göring, l'intera operazione era di competenza delle SS sotto l'autorità suprema di Heinrich Himmler e dello stesso Heydrich.
Come testimonia il verbale redatto da Adolf Eichmann, era necessario determinare con esattezza le categorie interessate dai provvedimenti, concordare la procedura di deportazione di 11 milioni di persone destinate ai lavori forzati in condizioni disumane e infine uccidere con modalità non meglio definite i sopravvissuti e gli inabili al lavoro.
Il verbale della conferenza di Wannsee è un documento eccezionale perché è il primo nel suo genere a esplicitare in modo inequivocabile le fasi del processo decisionale che portarono allo sterminio degli ebrei d'Europa. Questo processo decisionale coinvolse Adolf Hitler, Himmler, Heydrich e altri leader politici del nazionalsocialismo ma fu essenzialmente verbale, e nei rari casi in cui fu prodotta documentazione scritta i tedeschi si premurarono di distruggerla. Il verbale è dunque doppiamente importante: riporta l'esito del dibattito sul progetto globale di sterminio degli ebrei senza usare formule ermetiche o cifrate, bensì mostrando con estrema chiarezza come, oltre alle SS, alla Sicherheitspolizei (SiPo) e al Sicherheitsdienst (SD), anche la cancelleria del Reich, i ministeri della giustizia, dell'interno e degli esteri, le autorità civili d'occupazione, l'Ufficio per il Piano quadriennale (la principale autorità deputata al riarmo) e il partito condivisero e si resero complici del «crimine del secolo».

## Contesto

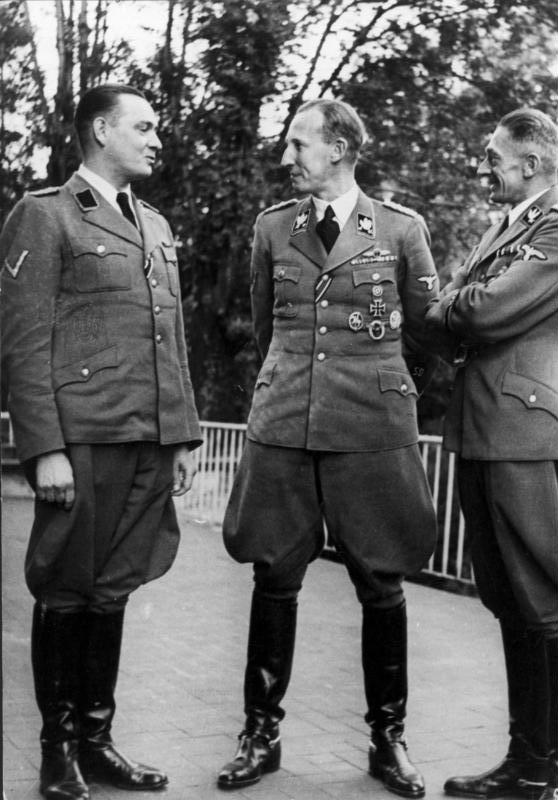
Reinhard Heydrich (centro) con Karl Hermann Frank (destra) e Horst Böhme a Praga, settembre 1941

Con l'ascesa al potere di Adolf Hitler in Germania nel gennaio 1933 si mise rapidamente in moto l'attuazione di uno degli obiettivi principali della politica nazista: l'allontanamento degli ebrei dal paese, scopo fino ad allora formulato solo genericamente. Di fatto la discriminazione, l'oppressione, l'intimidazione degli ebrei, l'esclusione dalla vita pubblica, lo sfruttamento economico e, infine, l'espulsione di essi dalla Germania sarebbero stati alcuni dei principali ambiti d'azione politica del regime per tutti gli anni '30. Tutto ciò si sviluppò nel giro di pochi anni e in modo deciso; dal boicottaggio delle attività commerciali degli ebrei nel 1933 si passò alle famigerate leggi di Norimberga del settembre 1935, fino ai pogrom del novembre 1938.
Questa Judenpolitik fu sostenuta e incentivata sia a livello governativo – dal ministero dell'interno a livello istituzionale alla Gestapo e alla polizia come organi esecutivi – sia dall'organizzazione del partito nazista, con l'aiuto prima delle Sturmabteilung (SA) e poi del Sicherheitsdienst (SD): il servizio d'intelligence del partito diretto da Reinhard Heydrich prese a contribuire sempre più all'elaborazione delle misure contro gli ebrei.
Nel 1938, dopo l'annessione dell'Austria al Reich tedesco (Anschluß), il SD intervenne per la prima volta efficacemente nella Judenpolitik. Adolf Eichmann, che dall'aprile 1938 aveva assunto l'incarico di referente del riorganizzato distaccamento viennese del SD, riuscì a convincere il commissario del Reich Josef Bürckel, responsabile dell'attuazione pratica dell'annessione, a istituire a Vienna un Ufficio centrale per l'emigrazione ebraica (Zentralstelle für jüdische Auswanderung), formalmente sottoposto al SD che in tal modo per la prima volta ebbe funzioni esecutive su mandato di un'autorità statale. Compito principale di Eichmann e dell'ufficio fu sviluppare un sistema razionale volto ad accelerare l'«emigrazione» degli ebrei viennesi fuori dal Reich, finanziata attraverso uno speciale fondo costituito dai beni e patrimoni requisiti agli ebrei stessi.
Questa organizzazione servì poi da modello per altri uffici per l'emigrazione ebraica a Praga e Amsterdam e per l'Ufficio centrale per l'emigrazione ebraica (Reichszentrale für jüdische Auswanderung) che Hermann Göring creò il 24 gennaio 1939, accogliendo le richieste presentate da Heydrich all'indomani del pogrom del novembre 1938. Con Heydrich in qualità di responsabile e Heinrich Müller, capo della Gestapo, in qualità di direttore, facevano parte dell'Ufficio centrale anche i delegati dei ministeri degli esteri, dell'economia, delle finanze e dell'interno. Göring ricopriva un ruolo di rilievo in quanto plenipotenziario di Hitler per il piano quadriennale, nonché uomo forte della politica economica del Terzo Reich incaricato di portare a termine l'esclusione definitiva degli ebrei dall'economia tedesca e di supervisionare la successiva Judenpolitik in vista dell'allontanamento degli ebrei dal paese. Per Heydrich non si trattò del primo incarico nell'ambito della Judenpolitik; nel luglio 1936, al culmine della grave crisi valutaria nazionale, Göring lo aveva nominato direttore di un ufficio per indagini finanziarie atto a razziare i patrimoni degli ebrei sospettati di voler emigrare dalla Germania.

## Metodi provvisori di persecuzione e uccisione

### «Soluzioni territoriali»

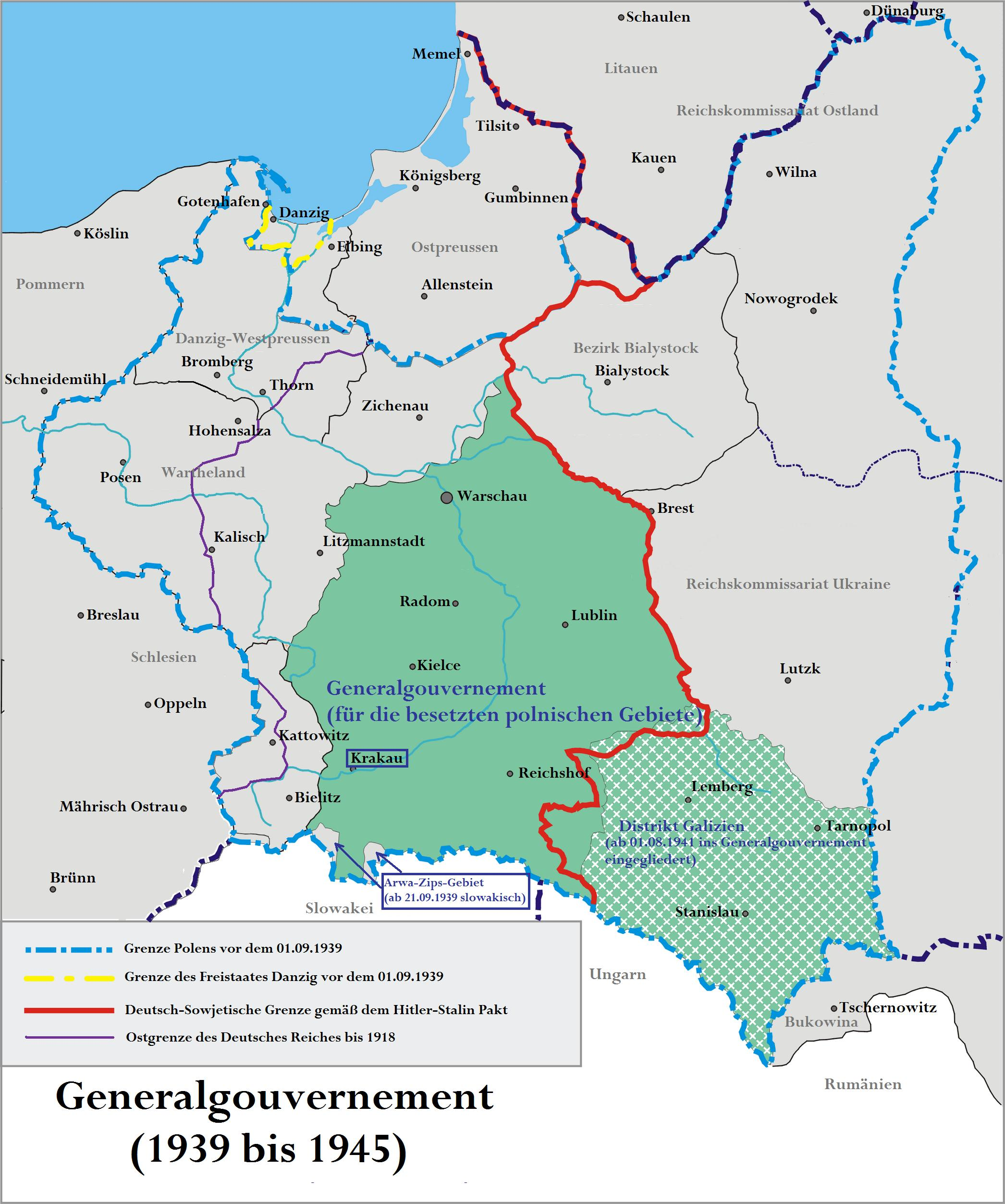
In verde l'area del Governatorato Generale dopo la campagna di Polonia, e in verde chiaro l'area aggiunta al Governatorato dopo l'operazione Barbarossa

Alla data dell'invasione nazista della Polonia il regime hitleriano era riuscito a cacciare dalla Germania circa 250 000 ebrei; con l'inizio della seconda guerra mondiale la Judenpolitik «entrò in una fase totalmente nuova e più radicale». Circa 1,7 milioni di ebrei polacchi si ritrovarono nei territori annessi al Reich e così nell'orizzonte mentale nazista nacque l'impellente necessità di trovare una soluzione a ciò che era percepito come un grave problema.
Le soluzioni iniziali furono di tipo «territoriale» e consistevano nella deportazione organizzata e sistematica degli ebrei soggetti al controllo tedesco in una «riserva» situata alla periferia dei territori conquistati; però le difficoltà logistiche e l'impossibilità di deportare semplicemente gli ebrei in altri paesi confinanti rese impraticabile questo progetto. Successivamente, con la conquista della Francia e delle sue colonie nella primavera-estate 1940, fu lanciata un'idea di «soluzione territoriale» drastica: deportare tutti gli ebrei nella colonia francese del Madagascar. Secondo le stime, dai 4 ai 6 milioni di persone dovevano essere trasferiti sull'isola e sottoposti a un regime di polizia. Come disse a tal proposito Franz Rademacher, «referente per gli ebrei» (Judenreferat) presso il ministero degli esteri, l'intenzione era quella di considerarli «ostaggi della Germania a garanzia della buona condotta dei loro compagni di razza americani» e, «in caso di azioni ostili degli ebrei statunitensi contro il Reich», prendere nei loro confronti i «necessari e adeguati provvedimenti punitivi». Il clima intimidatorio creato da queste minacce, ma soprattutto il fatto che l'isola non offriva le condizioni per permettere di sopravvivere a milioni di emigranti (peraltro non considerate dai responsabili tedeschi) indicano che anche l'opzione Madagascar non ambiva a costruire una sorta di patria in cui accogliere gli ebrei d'Europa, bensì a sottoporli a insostenibili condizioni di vita, con conseguente abbassamento del tasso di natalità e un progressivo annientamento fisico. 
Il persistere della guerra con l'Impero britannico e la conseguente inaccessibilità dell'isola costrinse Heydrich, capo del Reichssicherheitshauptamt (RSHA) e all'epoca figura centrale nella persecuzione degli ebrei, a elaborare una terza «soluzione territoriale». Nel gennaio 1941 presentò a Hitler un progetto dettagliato per la «soluzione finale» in ambito europeo, da portare a termine una volta conclusa la guerra; consisteva nel deportare tutti gli ebrei a est, in Unione Sovietica, dato che il Reich si stava preparando a invaderla. Tra marzo e luglio 1941 Heydrich fece avere a Göring due bozze di piani generali di deportazione, che Heydrich stesso avrebbe supervisionato e coordinato. Il 31 luglio Göring gli ordinò di predisporre «tutte le necessarie misure per preparare dal punto di vista organizzativo, pratico e materiale una soluzione globale della questione ebraica nell'area dell'Europa sotto influenza tedesca», di coinvolgere, qualora necessario, altre istituzioni centrali (soprattutto il ministro dei Territori occupati Alfred Rosenberg) e infine di presentargli un «piano globale» relativo ai provvedimenti da adottare: a questa delega Heydrich si sarebbe richiamato in occasione della conferenza di Wannsee. Le premesse per la deportazione in massa degli ebrei d'Europa all'indomani della vittoria sull'Unione Sovietica erano dunque state create; nel frattempo gli ebrei in attesa di essere deportati verso le zone interne della Russia sarebbero stati tenuti nel territorio del Governatorato Generale (Generalgouvernement), in zone da utilizzare come «riserva per gli ebrei» (Judenreservat, ad esempio nel distretto di Lublino) . Questi progetti non erano stati concepiti per promuovere una futura patria semita, come rivelò nel novembre 1939 in un rapporto il vicegovernatore Arthur Seyss-Inquart:
(Rapporto di Seyss-Inquart, 20 novembre 1939)
Le deportazioni iniziarono effettivamente nell'autunno 1941, ma la Wehrmacht non ottenne la sperata veloce vittoria sull'Unione Sovietica. Si generò pertanto un'ulteriore radicalizzazione della Judenpolitik che, dopo l'attacco tedesco ai territori sovietici, assunse rapidamente le dimensioni di un genocidio.

### Deportazioni e fucilazioni
L'operazione Barbarossa, scattata il 22 giugno 1941, servì alla Germania per dare avvio a una campagna militare razziale, di conquista brutale e distruzione. La popolazione sovietica, che nell'immaginario nazionalsocialista non era altro che un insieme eterogeneo di popoli slavi e «razze miste» di ceppo asiatico considerate "sottouomini" (Untermenschen), sarebbe stata assoggettata, espulsa verso le aree interne della Russia o lasciata morire di fame. Ciò avrebbe permesso di liberare uno «spazio vitale» in cui si sarebbero trasferiti i coloni tedeschi oppure quelli provenienti da aree geografiche o nazioni considerate germaniche, come i Paesi Bassi e la Scandinavia.

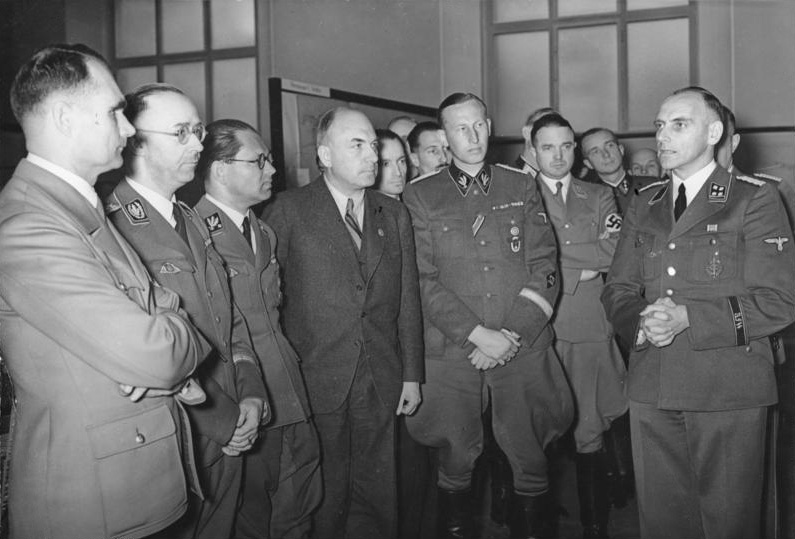
Da sinistra a destra: Rudolf Hess, Heinrich Himmler, Philipp Bouhler, Fritz Todt e Reinhard Heydrich ascoltano Konrad Meyer-Hetling durante un'esposizione del Generalplan Ost, 20 marzo 1941

La guerra, inoltre, creò i presupposti per un'azione diretta contro la componente ebraica della popolazione dell'Europa orientale, componente che sarebbe stato necessario eliminare sistematicamente per privare il cosiddetto «bolscevismo giudaico» della sua base demografica. Perciò uno degli obiettivi principali dell'invasione dell'Unione Sovietica fu quello di sopprimere tutti gli esponenti di una non meglio definita classe dirigente ebraico-comunista, per consegnare ai coloni tedeschi a guerra finita lo spazio vitale "libero dagli ebrei" (Judenfrei) nell'ambito di un più generale progetto di ristrutturazione territoriale e demografico dell'Est europeo sotto dominio tedesco, noto con il nome di Generalplan Ost.
Già durante la preparazione dell'invasione dell'URSS Hitler aveva emanato una serie di direttive che miravano all'eliminazione dell'«intellighenzia giudaico-bolscevica», chiarendo a generali ed ufficiali delle SS e della Wehrmacht che la guerra a est non si sarebbe svolta secondo i classici canoni di uno scontro tra belligeranti, ma che sarebbe stata una vera e propria lotta tra due ideologie contrapposte, da portare avanti con tutta la determinazione possibile: si doveva agire senza pietà contro gli agitatori bolscevichi, i partigiani, i sabotatori, gli ebrei e annientare ogni forma di resistenza attiva o passiva. Parallelamente furono diramate disposizioni che di fatto concedevano carta bianca alle truppe al fronte, le quali non sarebbero state in alcun modo punite se responsabili di crimini di guerra. In questo contesto il Reichsführer-SS Heinrich Himmler affidò le mansioni di rastrellamento ed eliminazione fisica delle categorie citate a quattro Einsatzgruppen ("unità operative" composte da personale della SiPo e del SD), ma anche a ventitré battaglioni della Polizia d'ordine e a tre SS-Totenkopfbrigaden (i reparti "Testa di morto" delle SS, subordinate direttamente a Himmler), che avrebbero agito nelle retrovie in collaborazione con distaccamenti dell'esercito regolare.

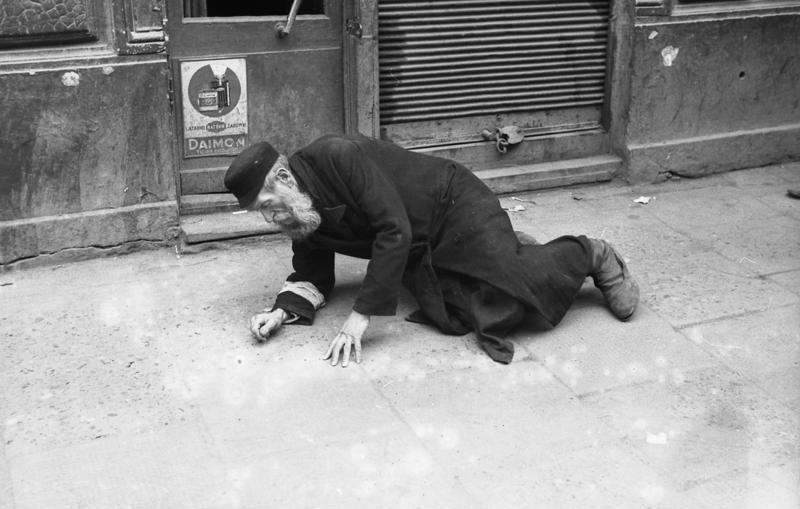
Nel maggio 1941 le condizioni di vita nel ghetto di Varsavia erano già atroci: un anziano giace sul marciapiede, sopraffatto dalla fame e dalla fatica

Le fucilazioni sistematiche e indistinte degli ebrei iniziarono già nella prima metà dell'agosto 1941; al contempo Himmler aveva ingiunto di iniziare a uccidere in massa anche donne e bambini, esortando le SS-Totenkopfbrigaden a organizzare massacri di migliaia di civili ebrei. Per completare tale piano, il Reichsführer-SS spostò il cuore delle operazioni dalla SiPo, le cui Einsatzgruppen erano addette in primo luogo alle uccisioni dei bolscevichi ebrei, ai comandanti in capo delle SS e della polizia, i quali, in quanto suoi plenipotenziari a livello locale, potevano coinvolgere i membri di tutti i corpi delle SS e della polizia nel genocidio da estendere all'intero territorio. In tal modo, accanto alla rodata via gerarchica per la politica verso gli ebrei che andava da Hitler a Göring fino a Heydrich, Himmler ne attivò una seconda con l'autorizzazione di Hitler. Da allora poté intervenire nella Judenpolitik ovunque attraverso i suoi sottoposti delle SS e della polizia, riguadagnando quindi il terreno politico perduto nei confronti di Heydrich, il quale dal 1939 si era dedicato più di tutti alla persecuzione degli ebrei.
Alla fine del 1941 almeno mezzo milione di ebrei era stato ucciso dalle forze armate tedesche in Unione Sovietica, ma lo sterminio non era ancora diventato la soluzione definitiva: Hitler, Heydrich e gli alti gerarchi continuarono a confidare nell'idea di trasferire gli ebrei europei nei territori che avrebbero conquistato alla conclusione vittoriosa del conflitto; pertanto la raccolta degli ebrei nei grandi ghetti del Governatorato Generale era andata avanti speditamente. Quando si comprese che la guerra sarebbe durata ancora a lungo, si andarono delineando in maniera più precisa i contorni della tappa successiva alla ghettizzazione. Nell'inverno 1941-1942 cominciò l'estensione del sistema concentrazionario tedesco sul territorio polacco, comprese le aree della Polonia annesse al Reich (come nel caso di Auschwitz), operazione che fu contraddistinta dalla costruzione di veri e propri campi di sterminio e che segnò una nuova e inquietante fase nell'atteggiamento nazista rispetto alla questione ebraica.

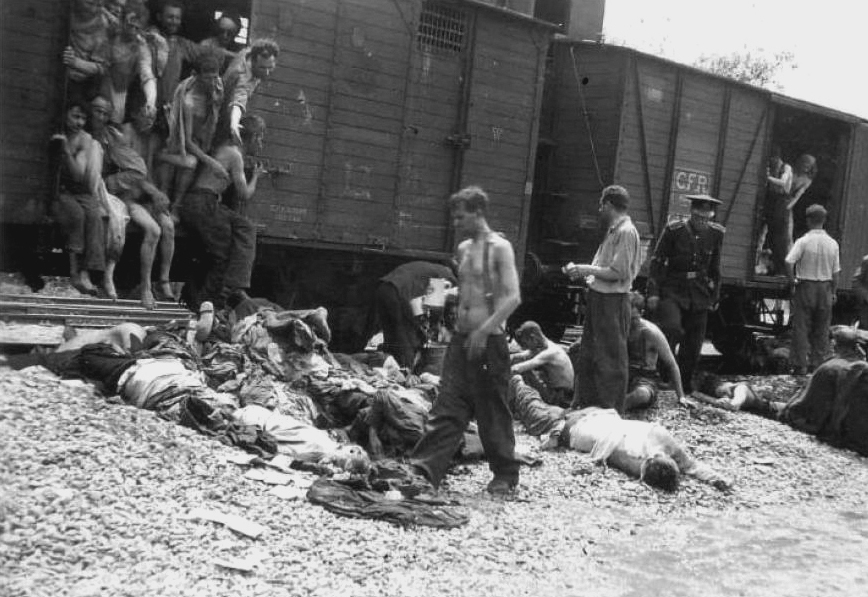
Scarico di cadaveri da un treno di deportati verso i campi di concentramento

Questo "salto qualitativo", incrociato con il piano di ristrutturazione territoriale e demografico teorizzato nel Generalplan Ost, non lasciava dunque alternativa alcuna alla soluzione della liquidazione fisica. Secondo lo storico Enzo Collotti, a differenza dell'ipotesi avanzata dallo storico statunitense Arno J. Mayer, la decisione dello sterminio non fu conseguente al fallimento dell'operazione Barbarossa, ma anteriore a essa, in quanto appunto guerra di sterminio su base ideologica e biologica fin dalla preparazione. Alla fine del 1941 il meccanismo della distruzione in massa, del quale le Einsatzgruppen non erano che una variante relativamente autonoma, era ormai in pieno dispiegamento: contrariamente a quanto talvolta si dice, la conferenza di Wannsee non rappresentò il momento in cui fu decisa la soluzione finale, ma semplicemente la tappa fondamentale per il suo coordinamento e la sua sincronizzazione a livello continentale europeo.
Nel settembre 1941 Hitler aveva già deciso di avviare le deportazioni senza attendere la vittoria sull'Unione Sovietica, e nell'autunno successivo i vertici del regime nazista presero a considerare e condurre la guerra su tutti i fronti come una lotta «contro gli ebrei». Hitler e i gerarchi si mostrarono decisi a non farsi influenzare dall'andamento delle ostilità e a perseverare nell'obiettivo di deportare gli ebrei in un luogo isolato per abbandonarli al loro destino o ucciderli attraverso il lavoro. Nelle settimane che seguirono la decisione di dare avvio alle deportazioni, Hitler evidenziò la sua risolutezza a espellere definitivamente tutti gli ebrei dall'Europa, e il 23 settembre il ministro della propaganda Joseph Goebbels fu informato dal Führer che Berlino, Vienna e Praga sarebbero state le prime città a essere "liberate" dagli ebrei. Il 6 ottobre Hitler dichiarò che tutti gli ebrei dovevano essere allontanati dal Protettorato, ma condotti non nel Governatorato Generale, bensì ancora più a est. Insieme agli ebrei del Protettorato sarebbero dovuti «scomparire anche gli ebrei di Vienna e Berlino». Come Heydrich chiarì durante un colloquio tenuto il 10 ottobre a Praga, Hitler si augurava che gli ebrei venissero allontanati dal suolo tedesco possibilmente entro la fine dell'anno. Le deportazioni della primavera successiva avrebbero interessato anche le popolazioni semite presenti nei territori occupati.

### Sterminio

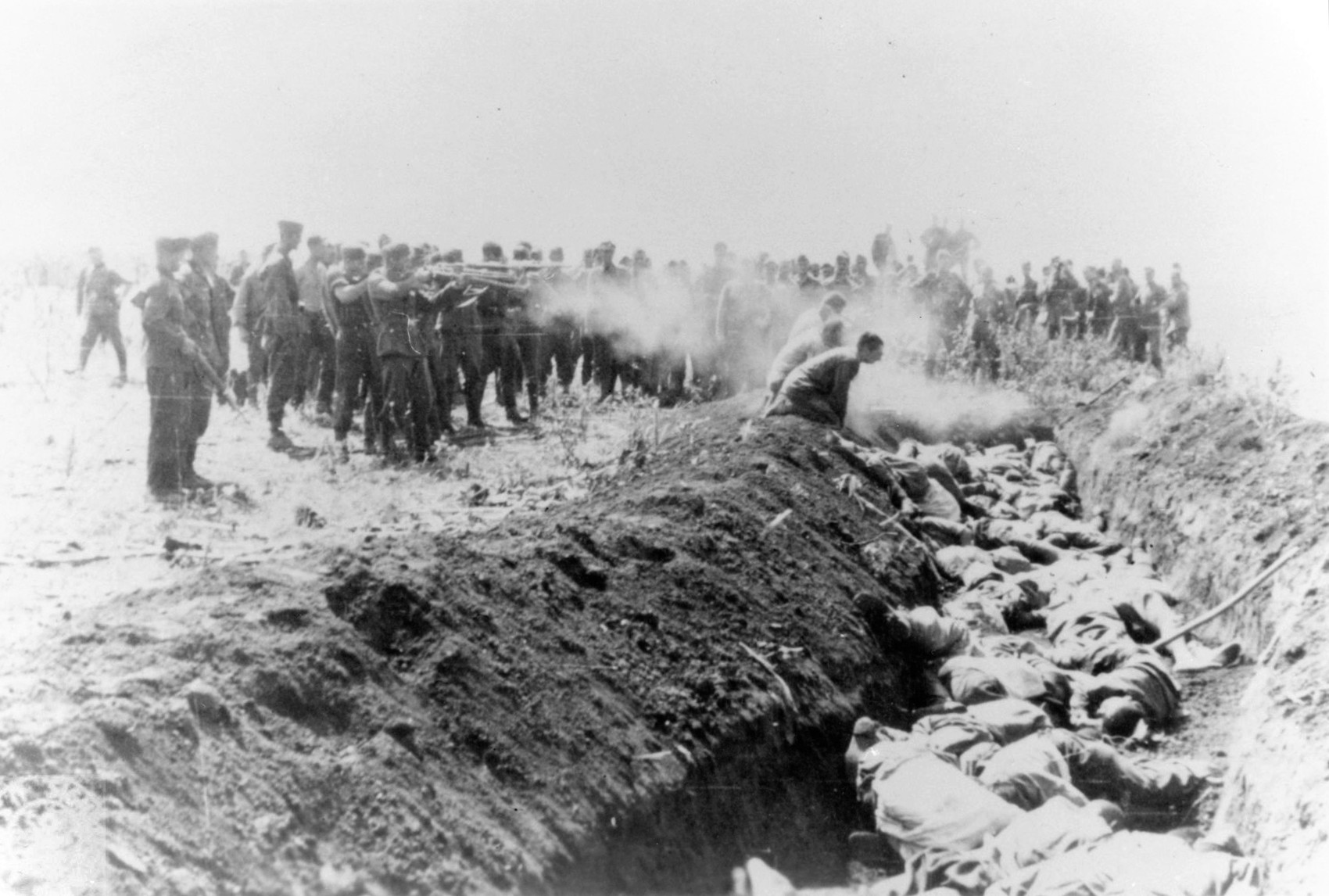
Esecuzione di civili sovietici da parte di Einsatzgruppen

Una volta iniziate le deportazioni a metà ottobre, i vertici nazisti iniziarono a parlare sempre più spesso e sempre più apertamente della «distruzione» degli ebrei, al palese scopo di accelerare e forzare la radicalizzazione della Judenpolitik già avviata con le deportazioni e le «soluzioni finali» messe in atto a livello regionale e locale, ad esempio le fucilazioni di massa operate dalle Einsatzgruppen e dalla Wehrmacht in Unione Sovietica e nei Balcani. È provato che i soldati regolari giustiziavano in gruppi gli ostaggi ebrei come ritorsione per gli attacchi dei partigiani ai militari tedeschi, soprattutto in Serbia. Inoltre, nel paese comparvero ben presto i gaswagen creati su iniziativa del Sonderkommando Lange, inizialmente destinati alla soppressione dei disabili in Germania e poi usati per uccidere ebrei e prigionieri di guerra sovietici anche nei territori occupati all'est. Sempre nella seconda metà del 1941 i tedeschi avviarono le sperimentazioni con lo Zyklon B nei campi di concentramento, dove furono edificate le prime rudimentali camere a gas, e impiantarono i primi campi di sterminio, dove il massacro sarebbe diventato l'espressione non più dell'efferatezza selvaggia ma della premeditazione scientifica, trasformandosi in eccidio programmato e industrializzato. La Judenpolitik si radicalizzò ulteriormente con l'ingresso in guerra degli Stati Uniti, che rappresentò per i vertici nazisti un segnale inequivocabile dello spettro della congiura mondiale giudaica contro la Germania. Se nell'autunno 1941 Hitler aveva considerato l'ipotesi di usare gli ebrei deportati come ostaggi per impedire l'entrata in guerra degli USA, l'apertura delle ostilità con Washington invalidò questo machiavellico calcolo politico; tuttavia, il Führer mantenne ferme le proprie convinzioni e ribadì le minacce di distruzione.
La decisione di Hitler di deportare nell'immediato tutti gli ebrei nei territori sotto l'influenza tedesca a est tracciò le coordinate degli sviluppi futuri della Judenpolitik, nonostante non esistesse un piano globale o un preciso orientamento temporale per la distruzione degli ebrei d'Europa. In attesa della decisione definitiva e della vittoria sui sovietici, le deportazioni si sarebbero avvalse di ghetti sparsi tra il Governatorato, l'Unione Sovietica e la Cecoslovacchia, pensati come campi di transito. Dare il via alle deportazioni ebbe come conseguenza l'inizio di frenetici preparativi volti alla costruzione di grandi strutture in cui uccidere con l'ausilio dei gas gli ebrei locali «inabili al lavoro», fatte sorgere nei pressi dei ghetti scelti come meta delle prime ondate di deportazioni dal Reich: Riga, l'area di Łódź, Bełżec (Lublino), Mahilëŭ, Minsk. Tuttavia, nell'autunno 1941, l'intenzione di deportare verso est gli ebrei rimasti nei territori sovietici occupati all'indomani della fine vittoriosa del conflitto non era ancora tramontata e rimaneva uno dei piani della «soluzione finale» da realizzarsi a lungo termine, non con lo sterminio diretto. Nell'ottica dei principali attori del genocidio, dunque, alla fine del 1941 nacque l'esigenza di ricondurre a un unico denominatore comune le due linee di sviluppo della Judenpolitik in cui si riconoscevano rispettivamente Himmler e Heydrich: estendere le fucilazioni in massa e le «soluzioni territoriali» messe in atto dalle SS- und Polizeiführer in Unione Sovietica, trasformandole in genocidio; oppure sviluppare un «piano di totale evacuazione degli ebrei dai territori occupati», di cui Heydrich era debitore a Göring sin dalla fine di luglio precedente.

## La conferenza

### Preparativi e reazioni dei gerarchi

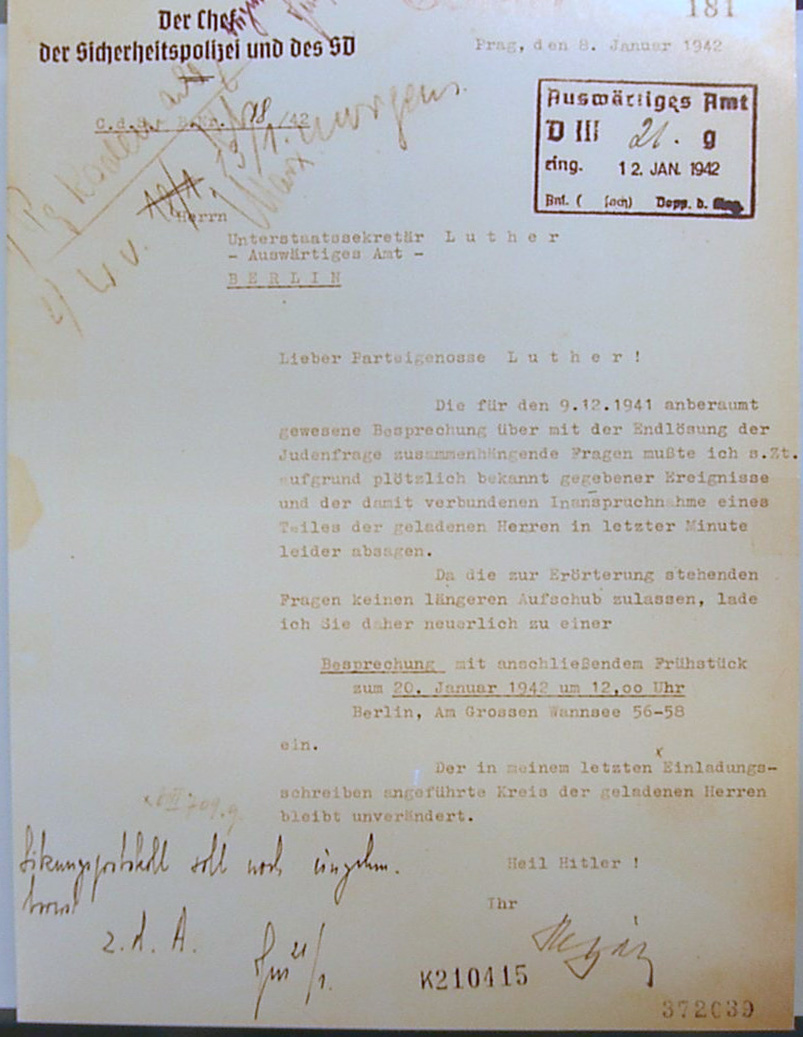
La lettera d'invito alla conferenza spedita a Martin Luther

Pur trovandosi in una posizione favorevole per portare avanti i suoi piani di deportazione, Heydrich doveva affrontare enormi ostacoli organizzativi: non c'era ancora uno status giuridico preciso riguardo ai matrimoni misti tra ariani ed ebrei (Mischlinge) e per gli ebrei che lavoravano nell'industria degli armamenti e gli ebrei stranieri; inoltre non poteva agire contro gli ebrei dei territori occupati e negli stati satelliti dell'Asse. Perciò il 29 novembre 1941 Heydrich convocò diversi Staatseekretäre e capi dei maggiori uffici delle SS a una riunione sulla «soluzione finale» da tenersi il 9 dicembre. Nel testo del suo invito Heydrich dichiarava:
Per Heydrich era importante che fossero presenti i rappresentanti di uffici e istituzioni con cui le SS avevano avuto problemi, legati soprattutto a conflitti di competenze tra le amministrazioni civili e il settore afferente a Himmler sia nei territori orientali occupati che nel Governatorato. Anche il ministero degli Esteri fu invitato a delegare un suo alto funzionario, il che smentisce le voci successive secondo cui la conferenza riguardava unicamente gli ebrei tedeschi; in realtà, benché Heydrich non avesse fornito dettagli precisi sull'ordine del giorno, il dicastero presumeva che il tema sarebbero state le disposizioni per radunare e deportare gli ebrei residenti in tutti i paesi europei occupati dai tedeschi.
L'invito suscitò una grande partecipazione, poiché i destinatari sapevano che gli ebrei avrebbero dovuto essere deportati, pur ignorandone il preciso destino ultimo (infatti l'allusione alla «soluzione finale» non implicava ancora espressamente la soppressione fisica). Il governatore del Governatorato Hans Frank inviò subito a Berlino il segretario di Stato Josef Bühler per sondare Heydrich; il Reichsminister und Chef der Reichskanzlei Hans Lammers allertò la Cancelleria che, in caso di invito, avrebbe inviato un funzionario, mentre al ministero degli Esteri fu compilato un memorandum con domande riguardo alla «soluzione finale» e fu stilato un calendario della deportazione, organizzato per ordine di priorità, in cui si precisava quali erano i paesi da «ripulire» per primi.
Secondo lo storico Peter Longerich, Heydrich organizzò la conferenza per presentarsi come la persona più qualificata a predisporre la «soluzione finale», ma anche per rafforzare la propria autorità agli occhi dei burocrati e gerarchi nazisti, rendendoli allo stesso tempo conniventi e complici del piano. Contemporaneamente mirava a dare l'impressione che le deportazioni, nel frattempo in pieno svolgimento, nonché le previste o già iniziate fucilazioni in massa degli ebrei residenti in numerosi territori conquistati, fossero esperimenti inclusi in un piano globale da lui diretto. Nell'invito il capo del SD fece riferimento alla "missione" che Hermann Göring gli aveva affidato il 31 luglio 1941, vale a dire quella di predisporre, in collaborazione con le altre istituzioni centrali, «tutte le necessarie misure per preparare dal punto di vista organizzativo, pratico e materiale una soluzione globale della questione ebraica nell'area dell'Europa sotto influenza tedesca» e presentargli «al più presto un piano complessivo dei provvedimenti da adottare». Non a caso allegò alla lettera una fotocopia dell'incarico. L'ingresso in guerra degli Stati Uniti però fece slittare la data della conferenza al 20 gennaio 1942, dando a Heydrich altre sei settimane per affinare la propria strategia in vista dell'importante consultazione. 
Il 14 dicembre Hitler tenne un discorso ai Gauleiter e ai Reichsleiter in cui tornò a parlare della sua «profezia», espressa il 30 gennaio 1939 durante un discorso in cui aveva dichiarato al Reichstag, che «se il giudaismo internazionale della finanza entro e fuori dai confini europei» fosse riuscito «a catapultare nuovamente i popoli in una guerra mondiale», il conflitto avrebbe avuto come esito «lo sterminio della razza ebraica in Europa». Due giorni più tardi Hans Frank, direttore dell'Ufficio legale nazionale del Partito nazista e governatore generale della Polonia occupata, spiegò ai suoi più stretti collaboratori che era necessario «in un modo o nell'altro [...] farla finita» con gli ebrei, facendo riferimento alla «profezia» di Hitler, e che oramai nutriva soltanto «la speranza» che sarebbero scomparsi; annunciò che la conferenza di Wannsee era stata rimandata e fece capire ai collaboratori quale sarebbe stato il destino degli ebrei: «Ecco che cosa ci hanno detto a Berlino: Perché tutte queste complicazioni? Non abbiamo bisogno degli ebrei, né nell'Ostland né nel Commissariato del Reich, perciò liquidateli voi stessi!». Si trattava di un'allusione al diniego opposto dal ministro per i Territori orientali occupati Rosenberg alla deportazione nei territori sovietici occupati degli ebrei dal Governatorato Generale. La posizione di Frank sugli ebrei, nonostante non avesse riportato da Berlino linee guida sul modo di procedere, era chiara:
Così il segretario di Stato Bühler, incaricato da Frank, ebbe ben chiaro che il vero punto all'ordine del giorno della riunione sarebbe stato il profilo che la tanto attesa «soluzione finale» avrebbe concretamente assunto e la misura del contributo del Governatorato Generale ai progetti di sterminio. In quegli stessi giorni arrivò agli interessati la nuova convocazione per il 20 gennaio, indicante una generica discussione sui «problemi legati alla soluzione finale della questione ebraica», facendo riferimento al primo invito e al suo ampio e circostanziato programma dei lavori. Nell'ultimo capoverso Heydrich indicò tra i partecipanti anche il capo della Gestapo Heinrich Müller e Franz Walter Stahlecker, comandante della Polizia di sicurezza e del SD nel Reichskommissariat Ostland e comandante dell'Einsatzgruppe A. Quest'ultimo fu rimpiazzato da Rudolf Lange, comandante della Polizia di sicurezza e del SD in Lettonia. Nei territori del Reichskommissariat Ostland si trovavano due dei tre ghetti (Minsk e Riga) in cui nel frattempo venivano deportati gli ebrei tedeschi: Heydrich allargò pertanto la conferenza ai rappresentanti dell'amministrazione di quelle zone.

### I partecipanti

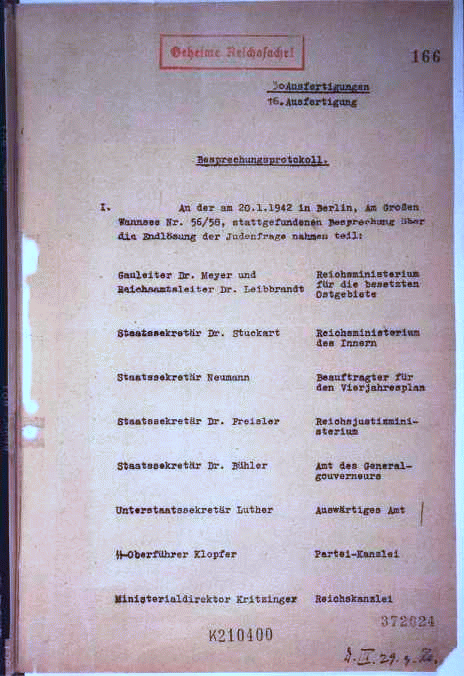
Prima pagina del protocollo con i primi nomi dei partecipanti alla conferenza

La riunione si svolse il giorno previsto negli uffici dell'RSHA, Am Großen Wannsee, n. 56/58, con i seguenti intervenuti:
- Dr. Alfred Meyer, Gauleiter, segretario di Stato e vice ministro.
- Dr. Georg Leibbrandt, direttore del dipartimento politico al ministero per i Territori occupati a est.
- Dr. Wilhelm Stuckart, segretario di Stato per il ministero dell'Interno del Reich.
- Erich Neumann, segretario di Stato, plenipotenziario per il piano quadriennale.
- Dr. Roland Freisler, segretario di Stato al ministero di Giustizia del Reich.
- Dr. Josef Bühler, segretario di Stato del Governatorato Generale.
- Martin Luther, sottosegretario (Unterstaatssekretär) del ministero degli Esteri.
- SS-Oberführer [Dr.][25] Gerhard Klopfer, segretario permanente della cancelleria del partito.
- Friedrich Wilhelm Kritzinger, segretario permanente alla cancelleria del Reich.
- SS-Gruppenführer Otto Hofmann, capo dell'Ufficio Centrale per la razza e le colonie (RuSHA).
- SS-Gruppenführer Heinrich Müller, comandante della Gestapo.
- SS-Obersturmbannführer Adolf Eichmann, capo del dipartimento IV B-4 dell'RuSHA, segretario della conferenza.
- SS-Oberführer Dr. Karl Eberhard Schöngarth, comandante del SiPo e dell'SD (BdS) nel Governatorato Generale.
- SS-Sturmbannführer Dr. Rudolf Lange, comandante del SD (KdS) in Lettonia, rappresentante della SiPo e dell'SD (BdS) nel Reichskommissariat Ostland.
- SS-Obergruppenführer Reinhard Heydrich, direttore dell'Rsha e Reichsprotektor di Boemia e Moravia.

Assieme a Heydrich e ai suoi principali collaboratori delle SS in rappresentanza dei loro uffici centrali o di quelli distaccati nelle zone invase, erano presenti i delegati delle autorità civili di occupazione del Governatorato e del ministero per i Territori orientali occupati e i rappresentanti di tutti i dicasteri e delle «istanze centrali» del Reich coinvolti nella gigantesca operazione. È lecito affermare che tutti i partecipanti alla conferenza avesvano ben chiaro il fatto che il progetto di trasferimento «a est» degli ebrei tedeschi e poi europei, portato avanti di comune accordo, si sarebbe concluso con la morte dei deportati: le fucilazioni in massa in Unione Sovietica e le esecuzioni degli ebrei in Serbia non erano un segreto, come non lo era il fatto che fosse già stata predisposta la costruzione dei primi campi di sterminio e allestita la macchina per i trasferimenti verso questi campi. Era dunque implicito che le massicce deportazioni verso ghetti già strapieni o «campi di accoglienza» inesistenti avrebbero avuto esiti fatali. I protagonisti della conferenza erano pertanto complici già da molto tempo.

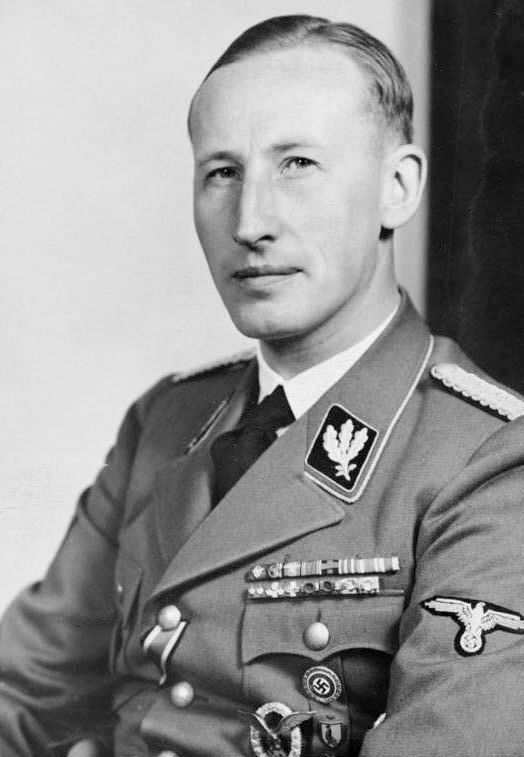
Reinhard Heydrich
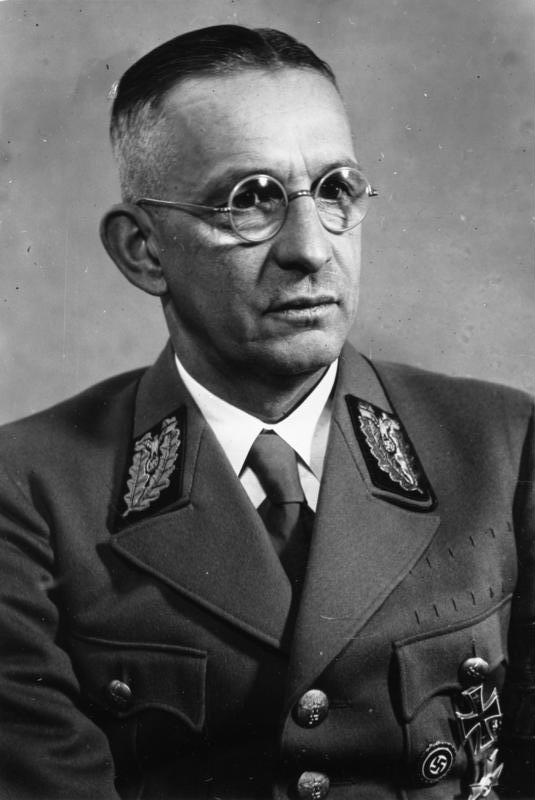
Alfred Meyer
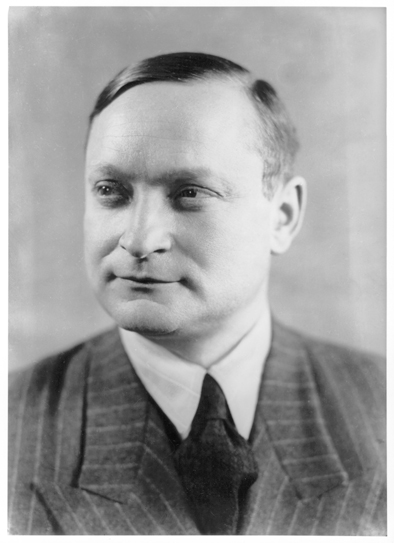
Georg Leibbrandt
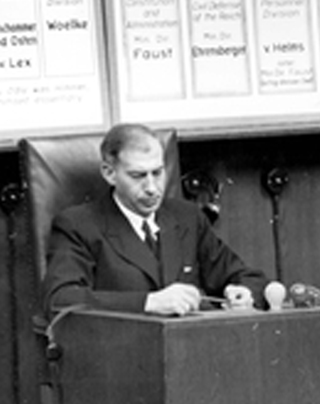
Wilhelm Stuckart
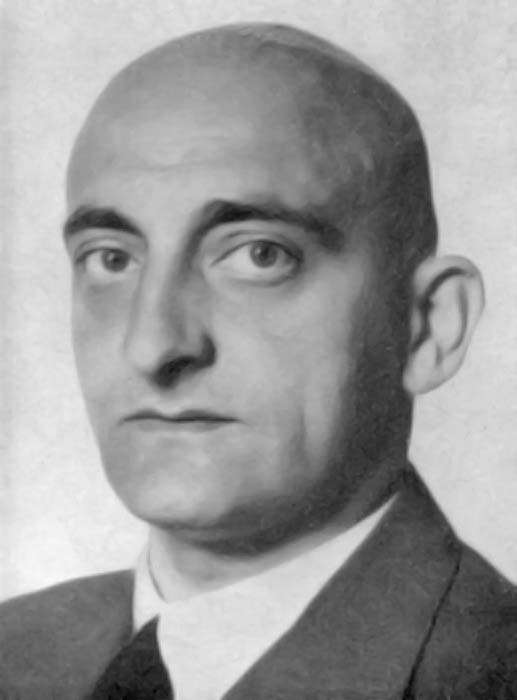
Erich Neumann
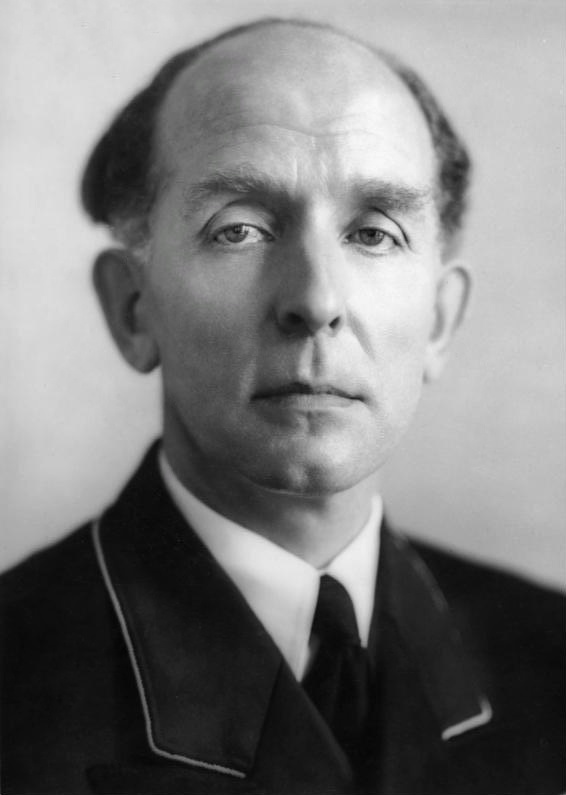
Roland Freisler
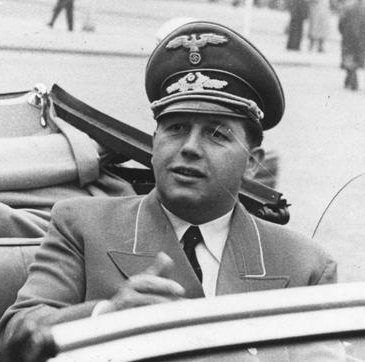
Josef Bühler
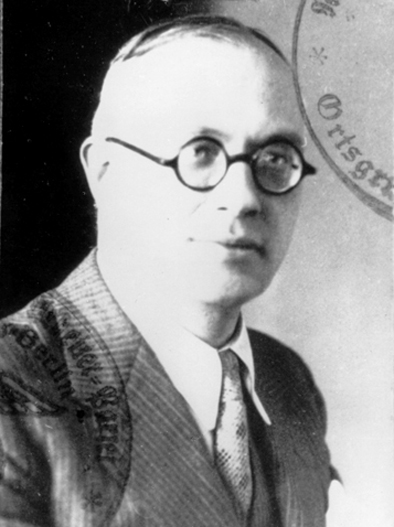
Martin Luther
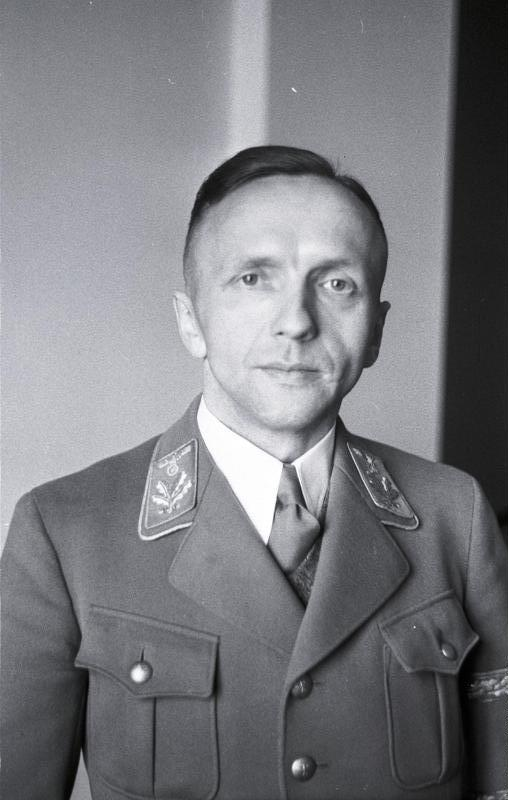
Gerhard Klopfer
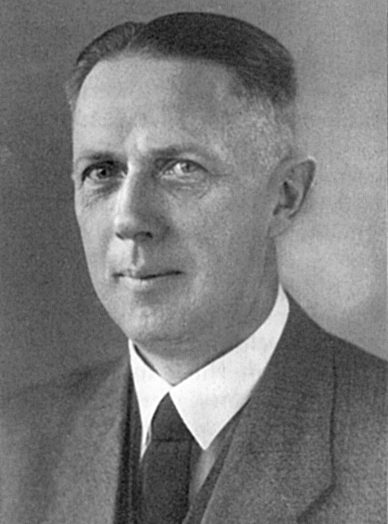
Friedrich Wilhelm Kritzinger
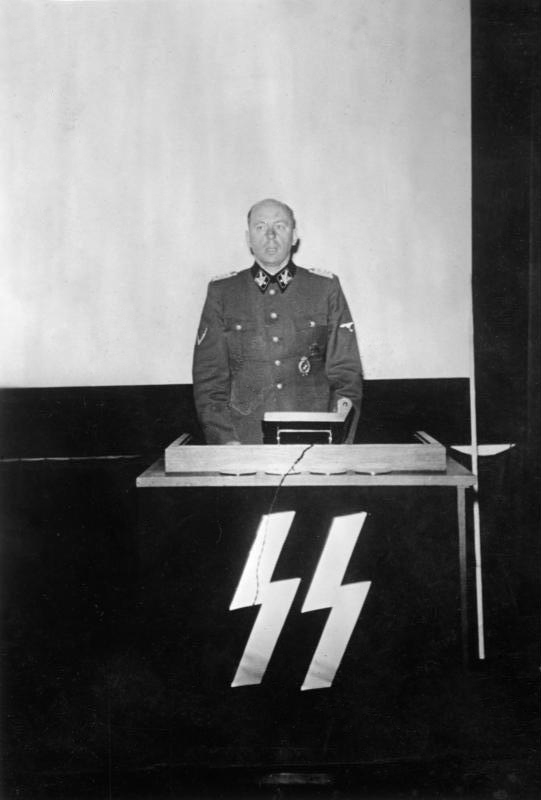
Otto Hofmann
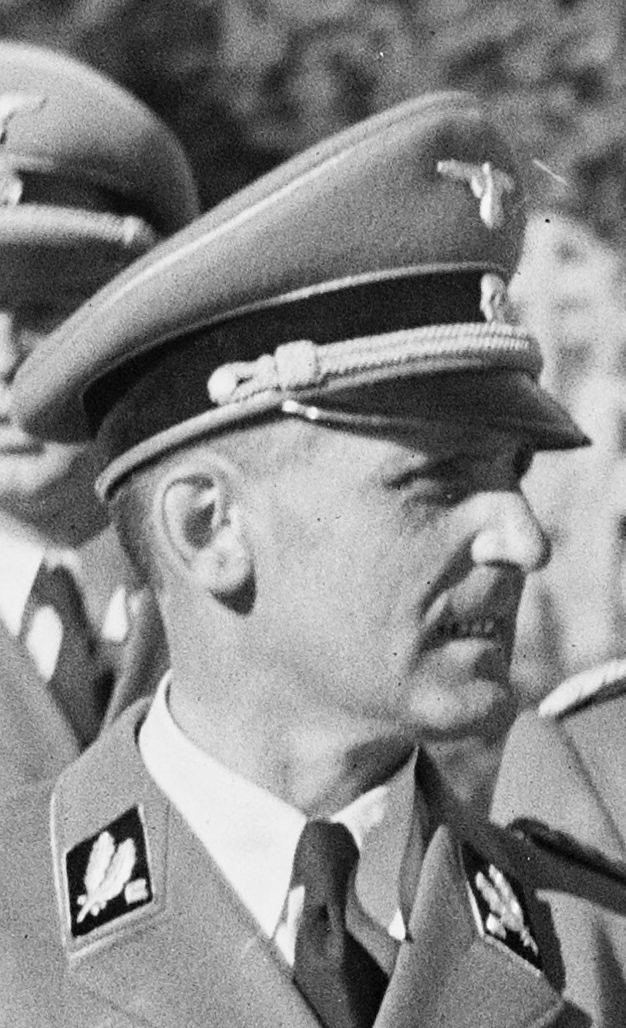
Heinrich Müller
Adolf Eichmann
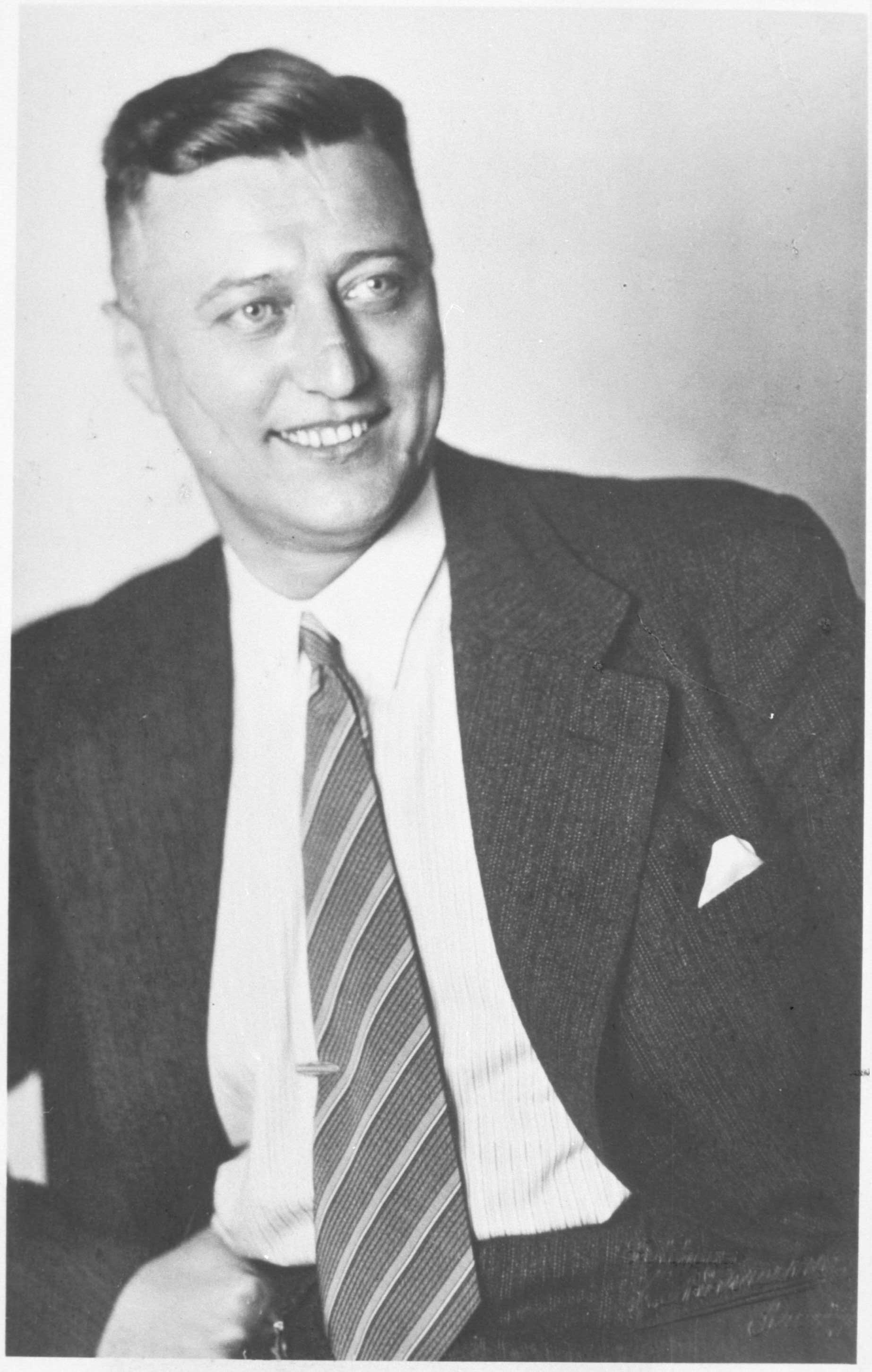
Karl Eberhard Schöngarth
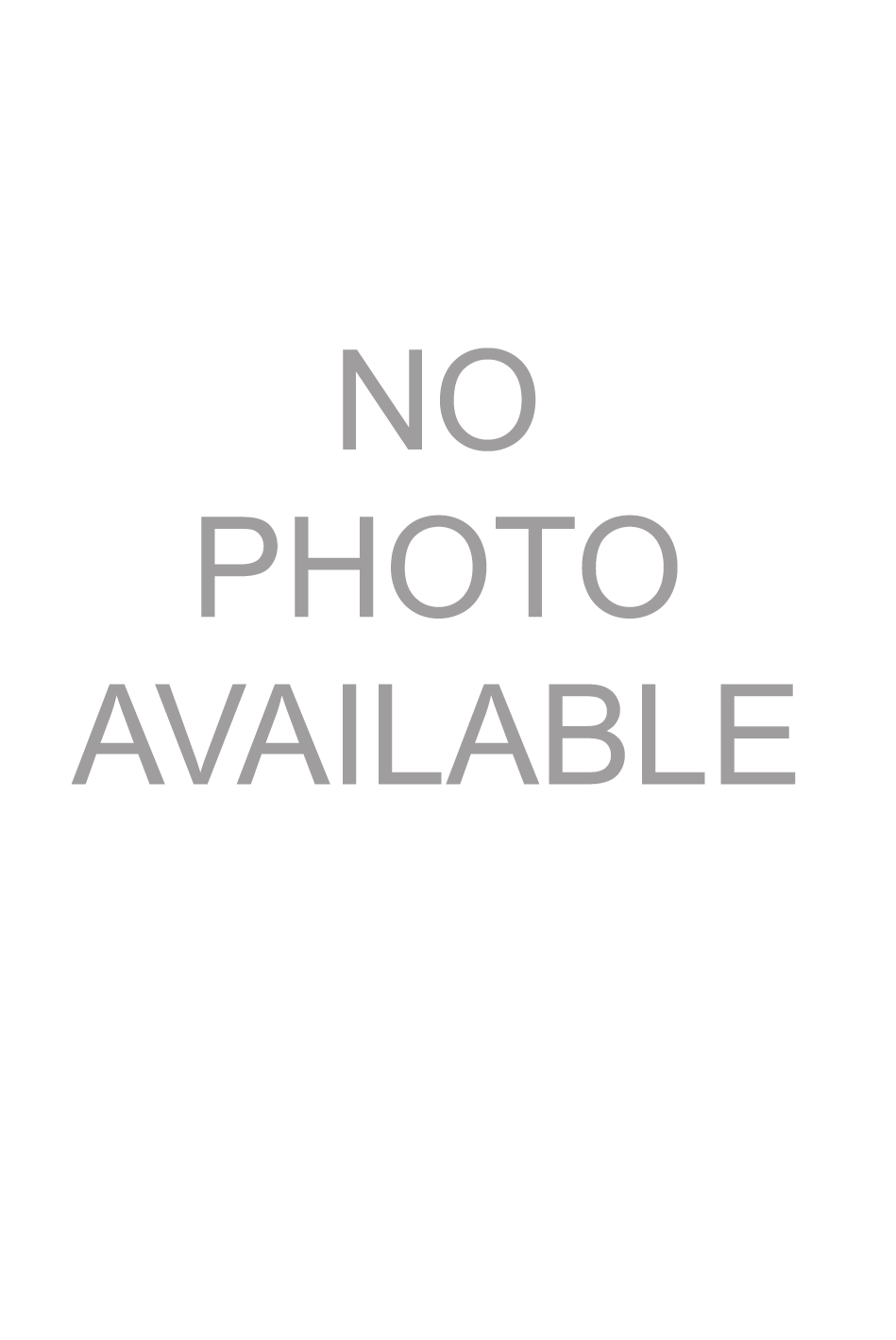
Rudolf Lange

### Il verbale
(Wolfgang Scheffler nel suo discorso per l'inaugurazione della Haus der Wannsee-Konferenz nel 1992.)

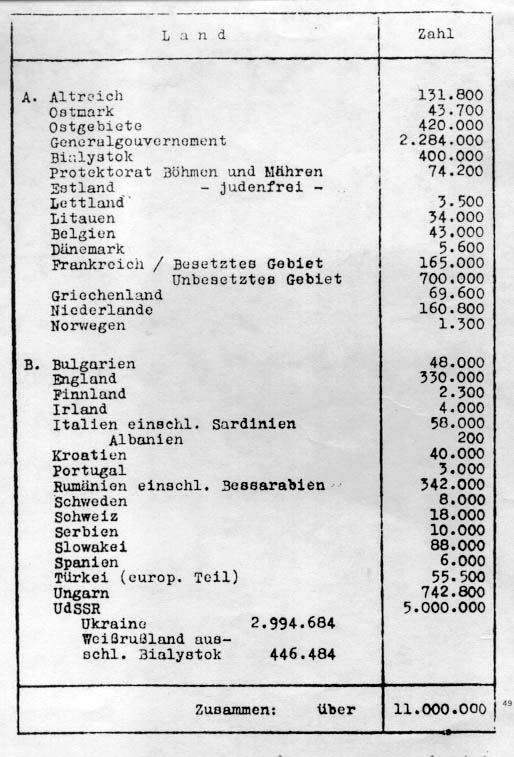
Prospetto del verbale indicante il numero degli ebrei dei vari paesi europei soggetti - secondo Heydrich - alla soluzione finale

Heydrich aprì la riunione annunciando che aveva i pieni poteri concessigli da Göring per preparare la soluzione finale in Europa e che la responsabilità generale spettava al suo superiore, Heinrich Himmler. Affermò inoltre che suoi uffici avevano l'onere della direzione centrale della soluzione finale, indipendentemente dalle frontiere. Delineò un panorama della politica d'emigrazione e citò delle statistiche sul numero degli ebrei emigrati; come alternativa all'emigrazione annunciò che il Führer aveva dato il suo consenso al trasferimento degli ebrei verso est come prossima «possibilità di soluzione» (Lösungsmöglichkeit). Il capo dell'RSHA tracciò infine un quadro di quelle comunità ebraiche che dovevano essere evacuate.
Nel verbale fu conteggiata la popolazione ebraica di ogni paese europeo, compresi quelli al di fuori della sfera d'influenza tedesca riferita solo agli "ebrei per religione" (Glaubensjuden), poiché la «definizione di ebreo secondo criteri razziali» in base alle leggi di Norimberga non era stata introdotta in tutta Europa. L'elenco di Heydrich comprendeva anche gli ebrei che vivevano in Irlanda (4 000), Portogallo (3 000), Svezia (8 000) e Svizzera (18 000), cioè in quattro paesi neutrali, la cui inclusione nella lista lasciava intendere che in un futuro non troppo remoto e a guerra vinta il Terzo Reich sperava di trovarsi nella posizione di indurli a consegnare le minoranze ebraiche da destinare allo sterminio. A fine pagina Heydrich tornò a parlare del suo progetto di soluzione finale che avrebbe riguardato «circa 11 milioni di ebrei», benché (notò con disapprovazione) si trattasse in molti casi solo di individui che professavano il giudaismo, «dato che alcuni paesi non fanno ancora uso di un'accezione razziale del termine ebreo».
In questo prospetto statistico colpisce il fatto che l'Estonia fosse definita "libera dagli ebrei" e sorprendono le cifre riferite agli altri due paesi baltici: dall'enciclopedia corrente all'epoca, la Großes Brockhaus, è facile rilevare che nell'Estonia d'anteguerra vivevano 5 000 ebrei, in Lettonia 100 000 e in Lituania 155 000, mentre il documento parla rispettivamente di nessuno, 3 500 e 34 000. Per questi paesi, dunque, l'RSHA aveva già preventivato e messo in conto il numero delle persone eliminate fisicamente, rivelando implicitamente i dati sugli ebrei uccisi in un documento ufficiale.
Successivamente Heydrich spiegò cosa sarebbe successo agli ebrei evacuati: sarebbero state organizzate enormi colonie di lavoro, nelle quali le condizioni di vita proibitive avrebbero fatto sì che questa manodopera si eliminasse «da sé per il suo stato di insufficienza fisica» (wobei zweifellos ein Großteil durch natürliche Verminderung ausfallen wird). I sopravvissuti, cioè i più resistenti, sarebbero stati «trattati di conseguenza» poiché, secondo l'immaginario nazista, la storia aveva già dimostrato che i semiti superstiti erano portatori dei germi di una nuova rinascita giudea. Heydrich tralasciò di spiegare il significato di «trattamento», ma considerato il linguaggio dei rapporti delle Einsatzgruppen, si capisce che alludeva alla loro condanna a morte. Gli ebrei dunque, privi di adeguate razioni di cibo, in condizioni di schiavitù, sarebbero semplicemente morti di fatica e di fame. Vista la penuria di manodopera che sempre più affliggeva l'economia di guerra tedesca, il ricorso a braccianti ebrei sembrava inevitabile; in definitiva, non si trattava di un'alternativa all'eliminazione di essi, ma solo di un modo diverso di ottenerla. Il quasi incidentale riferimento all'inabilità lavorativa della maggior parte degli ebrei del Governatorato Generale, espressa durante la riunione da Bühler, unitamente alla dichiarazione che i sopravvissuti ai lavori forzati sarebbero stati uccisi, indicò che scopo principale della conferenza era discutere la logistica dello sterminio. I presenti alla villa di Wannsee ne erano perfettamente consapevoli.
Heydrich comunicò che le deportazioni sarebbero procedute da ovest verso est, sia per ragioni pratiche legate alla scarsità di alloggi, sia per ragioni di «politica sociale», per le quali i territori del Reich e del Protettorato avrebbero avuto la priorità. Durante la seduta fu affrontato il problema del diverso trattamento da riservare a certe categorie di ebrei; Heydrich disse che dalla deportazione sarebbero state escluse le persone con più di 65 anni, i decorati e gli invalidi di guerra, da sistemare in uno speciale «ghetto per anziani» (Altersghetto); la città di Theresienstadt nel Protettorato fu considerata il sito ideale. Gli ebrei tedeschi che si erano distinti durante la prima guerra mondiale sarebbero stati dunque trasferiti lì, in modo da rendere superflui gli interventi a titolo individuale. Successivamente evidenziò che l'inizio delle «singole e più consistenti operazioni di evacuazione» sarebbe dipeso in grande misura «dagli sviluppi militari», mettendo dunque in chiaro che la successiva ondata di deportazioni e l'avvio del grande programma di evacuazione (cioè la futura soluzione finale) avrebbero avuto luogo non prima della primavera successiva.
Si passò ad analizzare la situazione dei vari paesi europei occupati dalla Germania o allineati alla sua politica. I funzionari del ministero degli Esteri avrebbero dovuto accordarsi con il «referente della Polizia di sicurezza e del SD» (si intendeva Adolf Eichmann). In base ai rapporti ricevuti si riconobbe che si sarebbero trovate «difficoltà» nell'attuazione pratica della Judenpolitik nei paesi alleati, soprattutto in Ungheria e in Romania; quanto all'Italia, Heydrich ritenne opportuno prendere contatti con il locale capo della polizia. Il sottosegretario di Stato Martin Luther, in nome del ministero degli Esteri, osservò che la deportazione degli ebrei sarebbe stata difficile in Danimarca e Norvegia e suggerì di agire in queste zone diversamente, mentre non prevedeva alcuna difficoltà nei Balcani e nell'Europa dell'est.

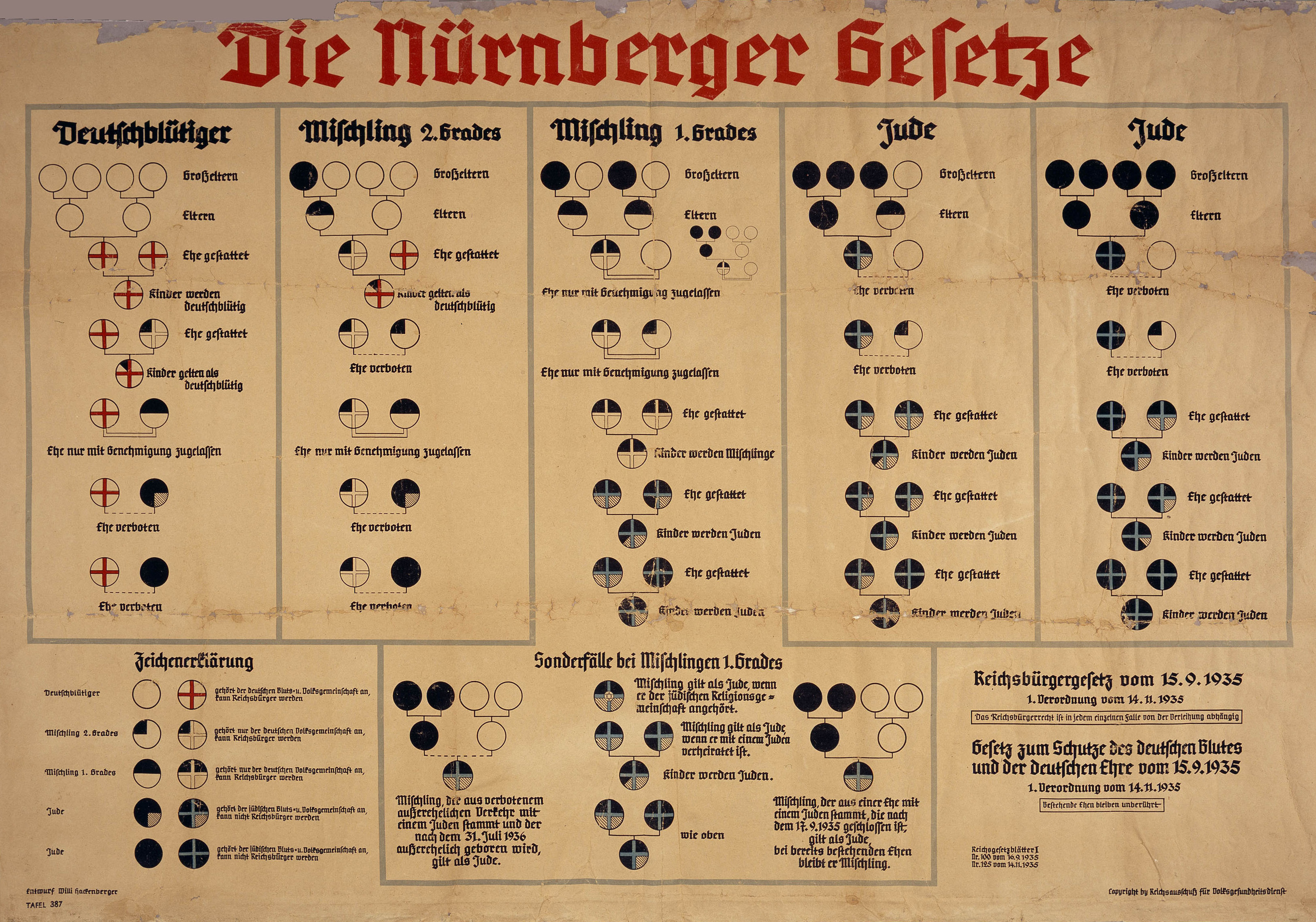
Pannello illustrativo della suddivisione razziale utilizzata in Germania dopo le leggi di Norimberga in cui vengono descritte graficamente da sinistra a destra le linee di sangue per identificare le persone di «sangue tedesco» (Deutschblütiger), i Mischling di secondo e primo grado e infine gli ebrei

Dopo l'intervento di Luther, tra i partecipanti nacque una discussione piuttosto animata sul trattamento dei Mischlinge (mezzi-ebrei, mezzi-ariani) e degli ebrei che avevano contratto matrimonio misto. Sebbene questi problemi riguardassero solo gli ebrei tedeschi, vi dedicarono quasi la metà della della riunione. 
Le leggi di Norimberga e le successive norme attuative avevano creato una «razza intermedia» dei «Mischlinge di primo grado», gli appartenenti alla quale, pur discriminati, non erano toccati dalle norme previste per i cosiddetti «ebrei puri» (Volljuden) e godevano di alcuni privilegi rispetto a quest'ultimi. Nei mesi immediatamente antecedenti alla conferenza, però, alcune autorità centrali (tra cui l'Ufficio per le politiche razziali della NSDAP, l'RSHA e la cancelleria del partito) si erano coalizzate nel tentativo di equiparare i «mezzi ebrei» agli ebrei puri in vista delle imminenti deportazioni, in modo da mettere il Reich di fronte al fatto compiuto e creare presupposti cui conformarsi in seguito. Degno di nota il fatto che Heydrich affrontasse la questione dei matrimoni misti e dei Mischlinge solo in riferimento alla Germania nazista; dunque riuscì a trattare la soluzione del problema dei Mischlinge nel Reich separatamente dal resto d'Europa, neutralizzando gli sforzi del ministero degli Interni di arrivare a una «definizione unitaria di ebreo» valida per tutto il continente.
Così, per esempio, al ministero per i Territori orientali occupati fu lasciata piena facoltà di introdurre nelle zone invase un «concetto di ebreo» basato sostanzialmente sull'arbitrio, mentre per il territorio nazionale tedesco Heydrich scelse di verbalizzare che i «Mischlinge di primo grado» (Halbjuden) avrebbero dovuto essere equiparati agli ebrei «per quanto riguarda[va] la soluzione finale della questione ebraica» (cfr. pagina 10 del verbale). Lasciò tuttavia due eccezioni: i Mischlinge coniugati con persone non ebree dal cui matrimonio erano nati figli, nonché coloro ai quali fino ad allora «le massime autorità del partito e dello Stato» avevano concesso «autorizzazioni speciali». Questi due gruppi erano destinati alla sterilizzazione «volontaria» dopo un'accurata indagine da effettuarsi caso per caso. I «Mischlinge di secondo grado» (Vierteljuden), invece, avrebbero dovuto essere equiparati «sostanzialmente alle persone di sangue tedesco», anche se poi Heydrich descrisse nel dettaglio le eccezioni a questa norma. Nel caso dei matrimoni tra «ebrei a tutti gli effetti e persone di sangue tedesco» (pagina 12) l'eventuale deportazione del coniuge ebreo si sarebbe dovuta decidere caso per caso.
Riguardo ai Mischlinge durante la riunione furono sollevate alcune considerazioni. Secondo Hofmann, era necessario fare «ampio uso della sterilizzazione, poiché il Mischling posto di fronte alla scelta tra essere deportato e sterilizzato» avrebbe preferito sottoporsi all'operazione (pagina 14), rendendo nuovamente evidente che la formula «deportazione uguale morte» era sempre stata alla base dell'intero dibattito. Secondo Stuckart, delegato del ministero degli Interni, nel tentativo di conservare almeno per il territorio del Reich l'autonomia della categoria dei Mischlinge creata in massima parte da egli stesso, la discriminazione caso per caso difesa da Heydrich avrebbe sovraccaricato l'apparato dei ministeri; in alternativa propose la sterilizzazione forzata e l'imposizione del divorzio per i matrimoni misti. Neumann, rappresentante del Piano quadriennale, obiettò che non sarebbe stato consigliabile deportare gli ebrei impiegati nelle imprese di rilevanza bellica; ma Heydrich scansò abilmente questo rilievo, sottolineando che nella prassi se ne teneva già conto.

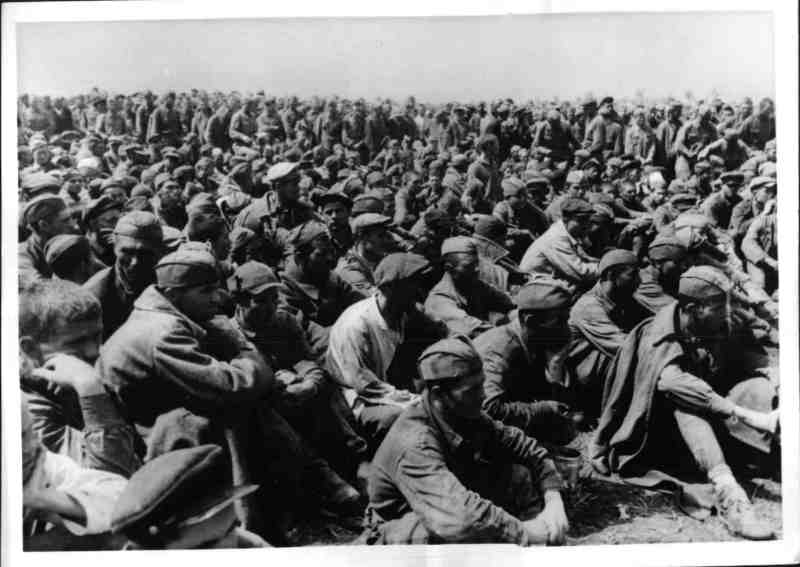
Prigionieri di guerra sovietici rinchiusi in un campo di concentramento temporaneo sul fronte orientale. Circa 3,3 milioni di soldati sovietici morirono in prigionia a causa della deliberata politica razziale nazista che indicava i popoli dell'Est come «sottouomini» (Untermenschen).

Verso la conclusione dell'incontro il verbale riporta un intervento piuttosto lungo del segretario di Stato Bühler. Egli lanciò l'idea di cominciare «la soluzione finale della questione ebraica proprio nel Governatorato», poiché lì il problema dei trasporti non sussisteva per la presenza o la vicinanza dei campi di sterminio; inoltre la maggior parte degli ebrei che vivevano in territorio polacco occupato era inabile al lavoro a causa delle difficili condizioni di vita nei ghetti. Gli ebrei, proseguì, andavano «allontanati al più presto dal territorio del Governatorato generale» e insistette sull'urgenza di eliminare il pericolo imminente di epidemie, secondo lui provocato dall'«ebreo come portatore d'infezioni» e protagonista di contrabbando che sconvolgeva la struttura economica del Paese. Vennero così poste le premesse per dare inizio allo svuotamento dei ghetti.
Ciò che Bühler intendeva realmente con «allontanamento» emerge a un'attenta lettura del penultimo paragrafo del verbale: «Al termine sono state discusse le possibilità di soluzione», a proposito delle quali sia Bühler sia il collega Meyer (delegato del ministero per i Territori orientali occupati) erano dell'idea che «determinate attività preparatorie in vista della soluzione finale [erano] da effettuare direttamente nei territori interessati». Con queste parole Bühler e Meyer si riferivano probabilmente ai metodi sviluppati e usati da mesi per uccidere gli ebrei nei loro distretti: fucilazioni in massa nei territori orientali e in Galizia, Gaswagen nella zona sottoposta a Meyer e la costruzione del campo di sterminio di Bełżec nel distretto di Lublino, iniziata nel novembre 1941. Questi eccidi, già eseguiti o concretamente pianificati, riguardavano per lo più gli ebrei inabili al lavoro, i quali andavano dapprima selezionati e separati dal resto della popolazione ebraica, poi subito uccisi. I restanti (comunque una minoranza) sarebbero stati impiegati per il lavoro forzato e poi sottoposti «ad adeguato trattamento», come aveva spiegato nel suo discorso Heydrich.
Quando la riunione si concluse, i partecipanti discussero le «diverse possibilità di soluzione» (die verschiedenen Arten der Lösungsmöglichkeiten). Meyer e Bühler insistettero perché i provvedimenti preparatori iniziassero dai territori occupati a est del Governatorato. Furono quindi distribuite trenta copie del verbale, diffuse poi tra i ministeri e i principali uffici delle SS. A poco a poco l'annuncio della soluzione finale filtrò tra i ranghi della burocrazia, anche se il livello di conoscenza di tale decisione tra i funzionari era diverso a seconda della "vicinanza" dei singoli al processo di sterminio. Letta la propria copia, Joseph Goebbels annotò:
Il quadro che emerge dal verbale è che, alla conferenza, Heydrich presentò ancora il progetto di una soluzione fondata sulle deportazioni in massa nei territori sovietici occupati, piano a cui lavorava dalla primavera 1941 e che si sarebbe potuto attuare solo a guerra finita. Lo scopo ultimo era la deportazione di 11 milioni di ebrei da tutta Europa verso la periferia del futuro impero tedesco, per poi sterminarli fisicamente in un arco di tempo ancora indeterminato, attraverso una miscela di lavoro forzato, catastrofiche condizioni di vita nei lager, fucilazioni immediate e sterilizzazioni di massa. Le deportazioni dal territorio del Reich (già avviate sulla base di una risoluzione di Hitler) avevano anticipato in parte questo progetto, senza che la necessaria pianificazione e regolamentazione fosse stata conclusa, e ciò aveva indotto le autorità distaccate a Łódź, Bełżec, Riga e Minsk-Mogilëv a predisporre o attuare lo sterminio sistematico degli ebrei nelle zone di loro competenza. L'anticipo delle deportazioni era stato sostenuto e accelerato in modo sostanziale da Himmler, il quale poi si occupò di spingere i responsabili delle SS locali a utilizzare i metodi più «opportuni» per liquidare gli ebrei senza attendere la redazione di un piano globale, mentre Heydrich continuava a perseguire l'idea di una grande deportazione sulla base di un piano globale elaborato nei dettagli. A Wannsee Bühler fece riferimento, nel suo intervento, al fatto che la maggioranza degli ebrei del Governatorato Generale, la popolazione ebraica più numerosa sotto il dominio tedesco, poteva essere uccisa direttamente in loco, dichiarandola «inabile al lavoro». 
In questo la conferenza si fece in parte portavoce delle pressioni che il governatore generale Frank aveva esercitato nelle settimane precedenti per accelerare l'eliminazione degli ebrei del Governatorato. Il 16 dicembre 1941 Frank, parlando ai membri della sua amministrazione, aveva invocato il modo di procedere più spietato contro gli ebrei, dicendo con chiarezza che il problema non era di trasferirli a est ma di liquidarli fisicamente. Gli ebrei altro non erano che «bocche inutili», anzi pericolosi (außegerwöhnlicke schädliche Fresser, ossia: "mangiatori eccezionalmente nocivi/pericolosi"). Il compito di sterminarli fu assegnato a Odilo Globočnik, generale delle SS e comandante della polizia del distretto di Lublino.
Dunque la conferenza di Wannsee aveva introdotto un cambiamento di prospettiva: il "quando", il "come" e il "dove" della soluzione finale furono definiti e la distruzione degli ebrei d'Europa, lungi da essere completata in gran parte a guerra finita, fu scatenata durante il conflitto, con l'intenzione di concluderla al più presto. Inoltre il massacro non avrebbe più dovuto svolgersi nei territori sovietici occupati, bensì nella Polonia sotto il dominio nazista; invece di uccidere gli ebrei attraverso fame, fatica e fucilazioni in massa, si prospettò la possibilità di utilizzare le diverse tecniche di sterminio mediante gas, sviluppate e perfezionate nei mesi precedenti. In ogni caso le forme e le modalità con cui compiere la soluzione finale furono limate in seguito.

### Terminologia del verbale e concetto di «lavoro»
Nel suo famoso libro I volenterosi carnefici di Hitler lo storico Daniel Goldhagen sostiene che la conferenza di Wannsee servì a Heydrich, tra le altre cose, per enunciare una nuova accezione della parola «lavoro» quando riferita agli ebrei. In un certo senso durante la riunione fu formalizzato il significato di quel «lavoro» che nella Germania nazista divenne «uno strumento di distruzione, parziale sinonimo di omicidio». Tutti i partecipanti furono istruiti sulle finalità prioritarie del lavoro nel contesto della soluzione finale.

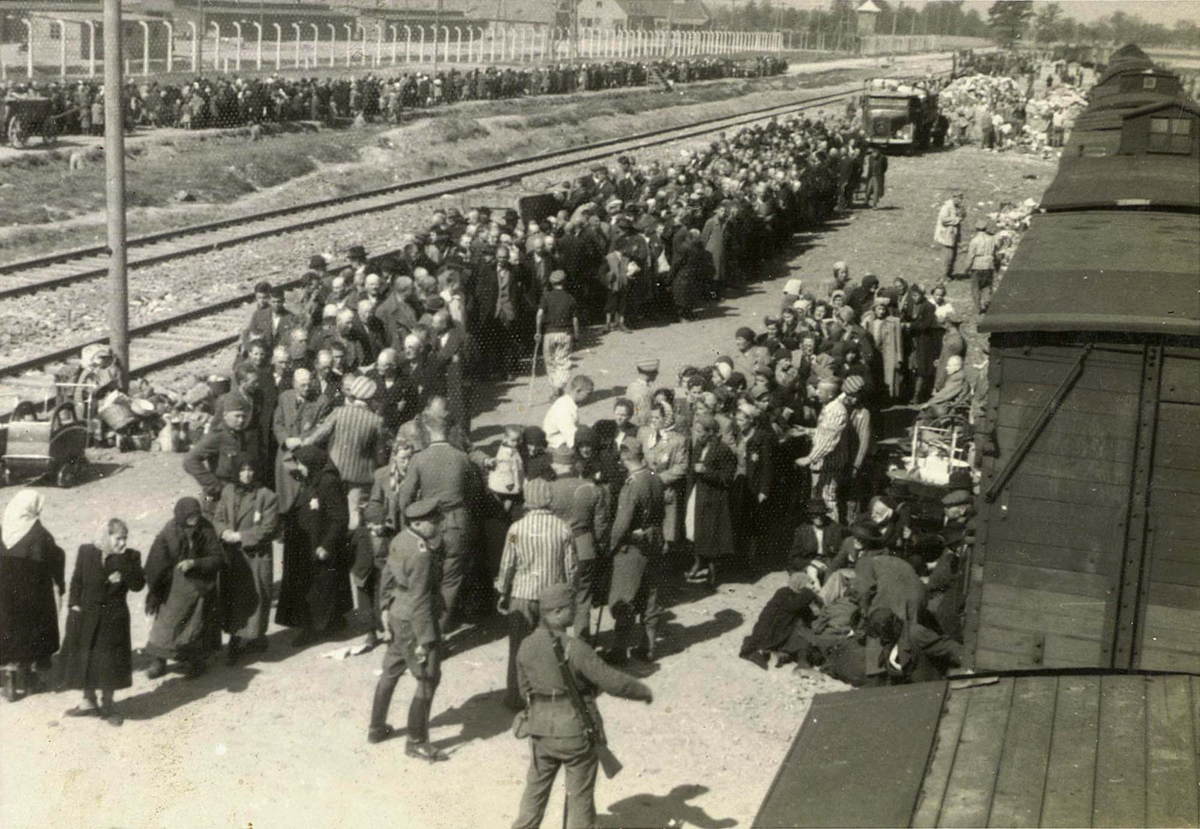
Divisione degli ebrei appena giunti a Birkenau tra abili e inabili al lavoro

Il fenomeno del lavoro degli ebrei fu, secondo Goldhagen, il totale trionfo della politica e dell'ideologia sull'interesse economico, non soltanto perché questa ragguardevole forza lavoro era destinata allo sterminio, ma anche in un senso più profondo: condizionati com'erano dall'ideologia, i tedeschi trovarono molto difficile usare gli ebrei nell'economia, vedendoki sostanzialmente come condannati a morte, per i quali una temporanea parentesi di lavoro era considerata un'altra modalità di uccisione. Le SS non interpretarono in modo razionale la necessità di utilizzare manodopera coatta per l'economia di guerra, perciò non si pensò mai a massimizzare lo sfruttamento dei detenuti migliorandone le condizioni di vita; l'incremento di produttività era da ottenersi con la violenza e con il terrore. Sul medio-lungo termine gli ebrei non rappresentavano altro che ostacoli al riordinamento razziale dell'Europa orientale, pertanto lo «sterminio attraverso il lavoro» (Vernichtung durch Arbeit) era giustificato.
Questo tipo di sterminio fu formalizzato a Wannsee, ma di fatto era in atto già da mesi. Nel novembre 1941, ad esempio, il commissario del Reich Hinrich Lohse chiese se la posizione ufficiale del ministero per i Territori orientali occupati era quella di «liquidare tutti gli ebrei dell'Ostland» e se ciò sarebbe dovuto avvenire «senza riguardo per il sesso, l'età o gli interessi di natura economica» – sottintendendo proprio gli ebrei impiegati nelle fabbriche di armamenti o nell'economia tedesca in genere. Il 22 dicembre gli fu risposto che, a seguito delle «trattative verbali» avvenute nel frattempo (forse un riferimento obliquo a un incontro tra Himmler e Rosenberg del 15 novembre precedente), si era giunti alla conclusione che «la regolamentazione del problema [doveva] prescindere da qualsiasi considerazione di natura economica» e ogni dubbio in merito andava chiarito direttamente con il Hsspf Heydrich. Nell'ottobre 1942, a riconferma del concetto nazista antisemita di lavoro, Himmler concluse l'ordine di concentramento temporaneo degli ebrei delle regioni di Varsavia e Lublino in «pochi grandi campi di lavoro industriale», osservando: «Naturalmente anche in questi luoghi gli ebrei prima o poi spariranno, secondo i desideri del Führer».
Pur annacquando tale brutalità espressiva, in alcuni punti chiave il verbale chiariva che gli ebrei d'Europa erano destinati a morire in un modo o nell'altro. Peraltro quasi tutti gli uomini seduti intorno al tavolo avevano ordinato, direttamente o indirettamente, di uccidere degli ebrei. Hofmann, Schöngarth, Lange e Müller avevano disposto o condotto gli eccidi perpetrati dagli Einsatzgruppen; Eichmann e Martin Luther avevano esplicitamente richiesto la liquidazione di tutti gli ebrei serbi; vari partecipanti, tra cui i delegati della Cancelleria del partito e del ministero degli Esteri, avevano visionato con ogni probabilità le statistiche relative alle stragi redatte dalle squadre operative e spedite a Berlino; i funzionari del Governatorato generale e del ministero per i Territori orientali occupati avevano autorizzato lo sterminio degli ebrei inabili al lavoro  oppure avevano creato nei ghetti condizioni che sapevano essere letali.
Dovendo parlare di deportazioni, i funzionari alludevano a una «migrazione ebraica». Nella corrispondenza ufficiale gli ebrei venivano rappresentati come persone «senza fissa dimora», che venivano «evacuati» (evakuiert) e «reinsediati» (umgesiedelt, ausgesiedelt) in una «destinazione sconosciuta» (wanderten ab) dove «scomparivano» (verschwanden). Questi termini erano uno strumento di rimozione psicologica e non a caso furono ripetuti durante il processo di Norimberga: interrogati dall'avvocato Robert Kempner, i partecipanti alla conferenza dichiararono di non ricordare o di non aver percepito la complessità della vicenda a cui stavano contribuendo. Bühler giurò che Heydrich l'aveva «persuaso del fatto che l'evacuazione degli ebrei si sarebbe svolta in modo umanitario, se non per amor loro, almeno per la volontà di difendere la fama e la reputazione del popolo tedesco». Klopfer affermò di non ricordare «se [era] rimasto fino alla fine» e subito dopo puntualizzò che si era comunque parlato solo dell'"evacuazione" degli ebrei. Leibbrandt disse che era stata «una riunione come tante: nessuno sa mai esattamente di cosa si parla e poi viene redatto un verbale», mentre Neumann testimoniò di non aver avuto «niente a che vedere, per ragioni di servizio», con la riunione. Stuckart dichiarò: «Non vi ho preso parte [...] Non ricordo, non posso più dire niente con certezza»; alla fine ammise di essere stato presente, ma negò di aver proposto la sterilizzazione dei Mischlinge, salvo ritrattare e illustrare l'intervento medico come un'alternativa a misure più drastiche, quando l'accusa presentò il verbale della riunione.
Come ammise anni dopo Eichmann, incaricato di stendere i verbali, si era parlato apertamente di sterminio spesso «in termini decisamente rudi [...] in assoluto contrasto con i formalismi del linguaggio giuridico». Nel 1961, durante il suo processo, alla domanda postagli dal presidente della corte Moshe Landau riguardo a cosa si fosse realmente discusso nel corso della conferenza, rispose: «Si parlò di uccisioni, di eliminazione e di sterminio. [...]».

## Le conseguenze
(Adolf Hitler durante un discorso allo Sportpalast di Berlino, 30 gennaio 1942)

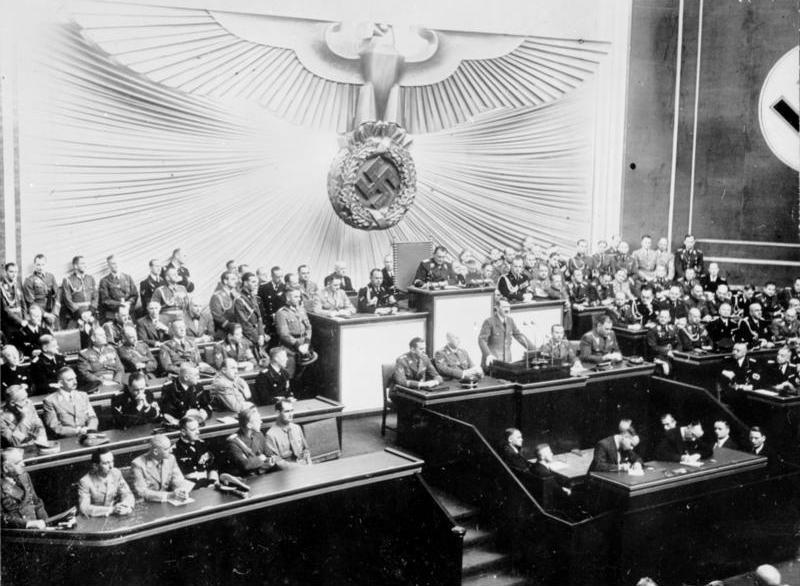
Discorso di Hitler al Reichstag del 1º settembre 1939

La conferenza di Wannsee e le sue immediate conseguenze ebbero luogo in un'atmosfera di violenta propaganda antisemita, guidata da Hitler in persona. Il 30 gennaio 1942, nel tradizionale discorso per l'anniversario della sua nomina a cancelliere del Reich, il Führer si rivolse al popolo tedesco e al mondo dichiarando:
Poco tempo fa, in Germania, gli ebrei hanno riso della mia profezia. Ignoro se ancor oggi ridano, o se la voglia di ridere sia loro passata. Ma, attualmente, posso comunque assicurarvelo: ovunque, la voglia di ridere gli passerà. E con questa profezia, sono io che avrò l'ultima parola.»
L'evacuazione dai ghetti del Governatorato degli ebrei dichiarati «inabili al lavoro» verso i campi di lavoro e sterminio doveva servire fra l'altro a consentire la deportazione nei ghetti di altri ebrei dal territorio del Reich, dalla Ostmark (Austria) e dal Protettorato di Boemia e Moravia. I primi convogli dal ghetto di Varsavia alla volta del campo di sterminio di Treblinka partirono nel luglio del 1942. Nel maggio del 1942 la popolazione ebraica di Lublino risultava già in gran parte spedita nei campi di sterminio.
Nel Governatorato generale il coordinamento delle operazioni per l'evacuazione degli ebrei e il loro annientamento nei campi di sterminio fu affidato al generale delle SS Odilo Globočnik, nel quadro della cosiddetta Aktion Reinhard (denominata così in omaggio allo stesso Reinhard Heydrich, morto il 4 giugno 1942 a seguito di un attentato di partigiani cechi); oltre che una gigantesca opera di deportazione, l'operazione si tradusse anche in una colossale impresa di rapina, risultante dal saccheggio di tutti i beni sottratti agli ebrei. Il 19 luglio Himmler ordinò di concludere la deportazione degli ebrei dal Governatorato entro la fine dell'anno; per quella data non ve ne dovevano essere più, salvo che nei residui campi di raccolta, ossia in ciò che sopravviveva dei ghetti. Mentre proseguiva la partenza dei convogli dal Governatorato e dal Protettorato destinati ai campi di sterminio, iniziata alla fine di ottobre del 1941, la soluzione finale si avviò anche nell'Europa occidentale con la deportazione degli ebrei da Francia, Belgio, Paesi Bassi e Stati nordici. I primi convogli dalla Francia giunsero ad Auschwitz nel giugno del 1942 e continuarono ininterrottamente nei mesi successivi. Gli ebrei che si trovavano in Belgio vennero radunati in campi di internamento, principalmente dal campo di transito di Malines; il primo convoglio per Auschwitz partì il 4 agosto 1942. I primi ebrei deportati dai Paesi Bassi vi giunsero nel luglio del 1942 passando per il campo di transito di Westerbork.

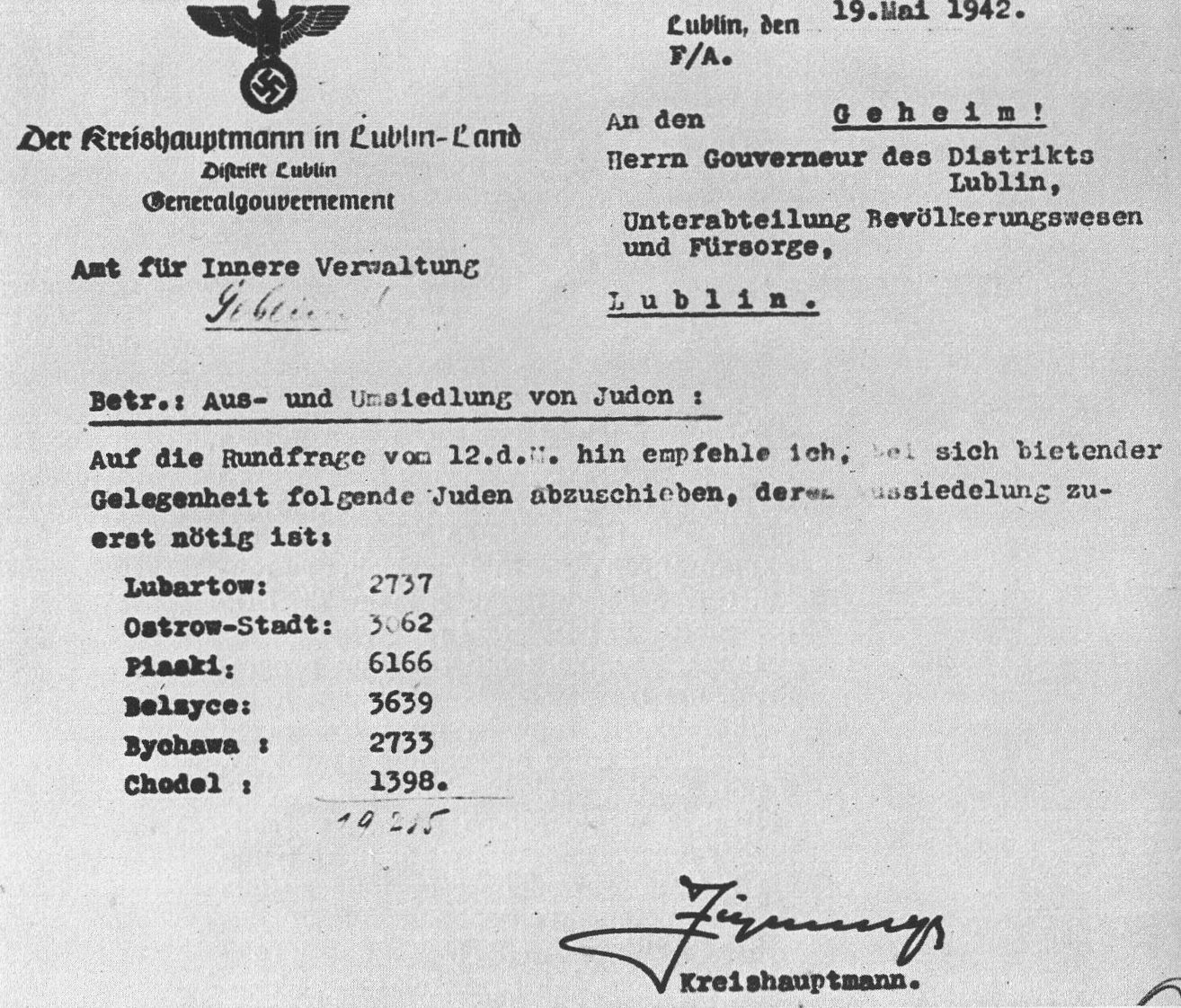
Ordine di deportazione del 19 maggio 1942 di 19735 ebrei da sei città del distretto di Lublino

Nei discorsi pubblici e privati dei primi mesi del 1942 Hitler continuò a giustificare e ammettere il genocidio in atto, insistendo sulla necessità di distruggere, eliminare, annientare, sterminare (Ausrotten) gli ebrei europei e incolpando loro stessi della guerra e degli eccidi contro di loro, come palesato in un colloquio provato tra Hitler, Himmler e Lammers il 25 gennaio 1942:
Questi discorsi costituirono per i suoi sottoposti – Himmler in testa – stimoli a perpetrare il genocidio prima ancora che la guerra fosse finita. Il 14 febbraio 1942 Hitler manifestò a Goebbels la propria determinazione a togliere gli ebrei dall'Europa:
Lo stesso Goebbels era perfettamente al corrente della procedura adottata nel programma di sterminio; infatti il 27 marzo 1942 annotò sul proprio diario:
I discorsi hitleriani furono quindi accompagnati da violenti discorsi antisemiti di altri gerarchi nazisti e da una moltitudine di attacchi propagandistici. In un discorso tenuto allo Sportpalast di Berlino il 2 febbraio 1942, ad esempio, il capo del Fronte tedesco del lavoro Robert Ley dichiarò: «I giudei devono essere sterminati, e così sarà. Questa è la nostra sacra missione. Questo l'obiettivo della guerra».

### Sterminio attraverso il lavoro
Il rilievo che la conferenza aveva dato al concetto di «sterminio attraverso il lavoro» ebbe importanti conseguenze organizzative nelle settimane seguenti. Nel febbraio 1942 la struttura amministrativa dei campi di concentramento venne rinnovata con la fusione delle diverse branche (economia, costruzione e amministrazione interna) nel nuovo Ufficio centrale economico-amministrativo delle SS (SS-Wirtschafts-Verwaltungshauptamt), diretto da Oswald Pohl. Il Gruppo D dell'Ufficio centrale di Pohl, guidato da Richard Glücks, fu ora incaricato dell'intero sistema concentrazionario. Tali cambiamenti stavano a indicare che i campi venivano adesso considerati un'importante fonte di manodopera sacrificabile cui attingere per i bisogni dell'industria bellica tedesca.

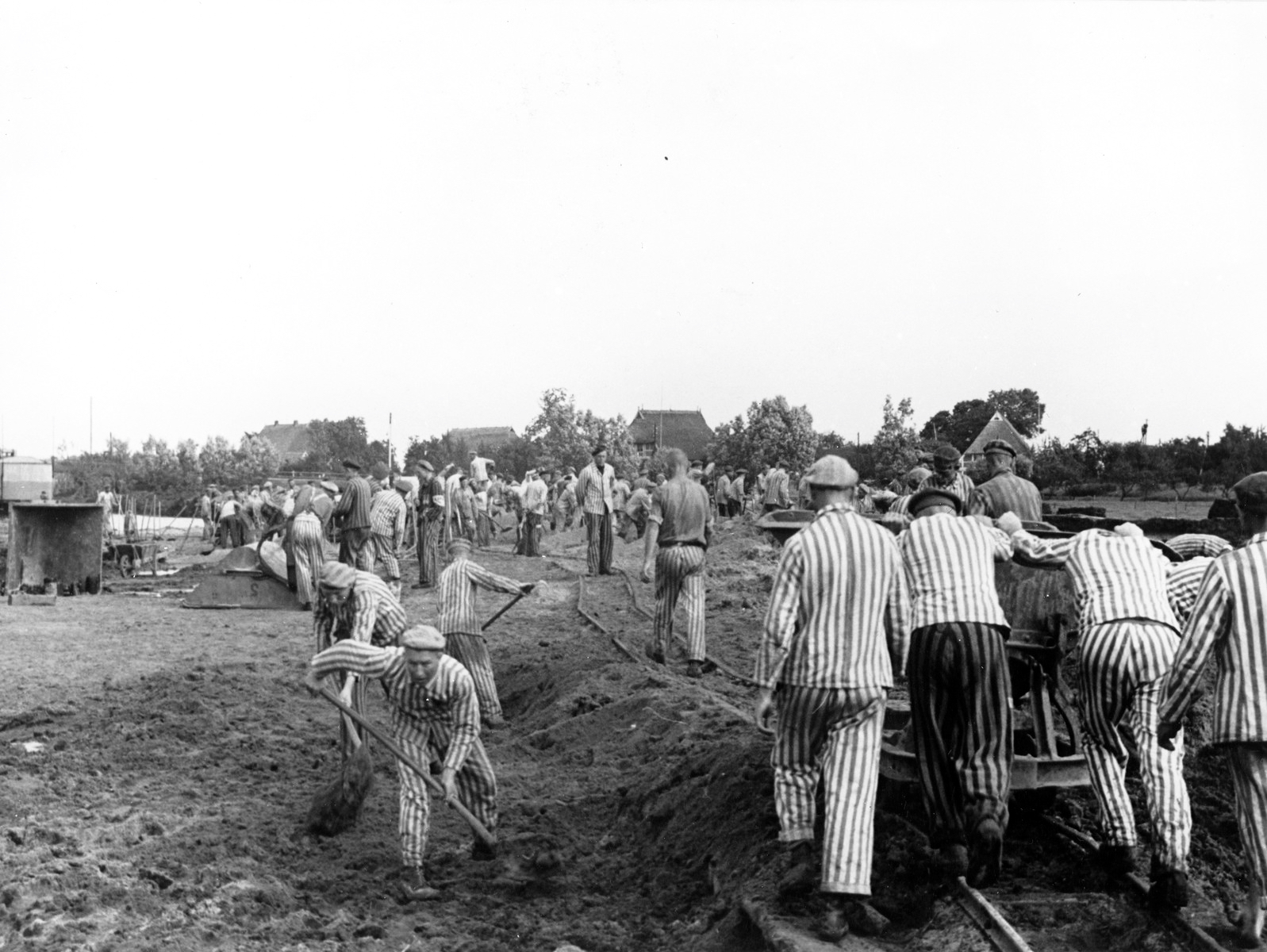
Lavoratori forzati del campo di concentramento di Neuengamme

Ma le misure per dare inizio all'immenso programma di sfruttamento della manodopera ebrea furono messe in moto già nell'estate del 1941, quando Himmler - in vista della colonizzazione dell'Europa dell'Est - fece erigere a Lublino un lager in grado di accogliere circa 50 000 detenuti e servire da base per impiegare loro come forza lavoro. Successivamente lo stesso Himmler ordinò di costruire un altro grande campo di concentramento a Birkenau, in prossimità di Auschwitz, dopo che la Wehrmacht, nel settembre del 1941, aveva promesso di mettere a disposizione delle SS i prigionieri di guerra sovietici. Tuttavia, tra la fine del 1941 e l'inizio del 1942 ci si rese conto che non sarebbe stato possibile contare sui prigionieri di guerra sovietici, che venivano sottoposti a condizioni al limite della sopravvivenza e morivano di fame a milioni nei campi di prigionia tedeschi a oriente, per cui il 26 gennaio 1942 Himmler conferì a Glücks un nuovo incarico:
Senza l'apporto della manodopera coatta dei prigionieri di guerra sovietici, restavano a disposizione solo gli internati del campo di concentramento di Majdanek e di Auschwitz-Birkenau, ancora in costruzione, destinati ad accogliere i lavoratori ebrei. Nei mesi successivi le deportazioni dal Reich si diressero infatti verso il distretto di Lublino, dove una parte degli ebrei dichiarati «in grado di lavorare» fu impiegata a Majdanek e in altri campi. Ad Auschwitz, invece, furono deportate soprattutto migliaia di ebrei slovacchi e francesi, anch'essi da destinare al lavoro forzato.
Nel frattempo, nonostante l'ordinanza di Göring del marzo 1942 che vietava la deportazione degli ebrei impiegati nelle fabbriche di armamenti in Germania, l'RSHA - sempre più restrittivo riguardo alle eccezioni - dispose la deportazione dei lavoratori ebrei in Germania nei lager polacchi. Per sopperire a tale perdita di manodopera, Hitler promise a Goebbels che il nuovo ministro agli armamenti Albert Speer si sarebbe adoperato «per far sì che gli ebrei tedeschi occupati nell'industria bellica [fossero] rimpiazzati con lavoratori stranieri». Ora che i vasti piani di Himmler per la «colonizzazione a est» si erano rivelati utopistici, gli ebrei deportati in numero sempre maggiore nei campi di concentramento e lavoro forzato venivano sfruttati specialmente in opere di costruzione. In particolare, però, l'impiego di chi era in grado di lavorare creò il presupposto per l'eliminazione degli ebrei inabili al lavoro: gli anziani e i malati, ma soprattutto i bambini e le madri, furono sottoposti alle selezioni alla partenza o all'arrivo e destinati a morire nelle camere a gas.

### Le deportazioni si intensificano

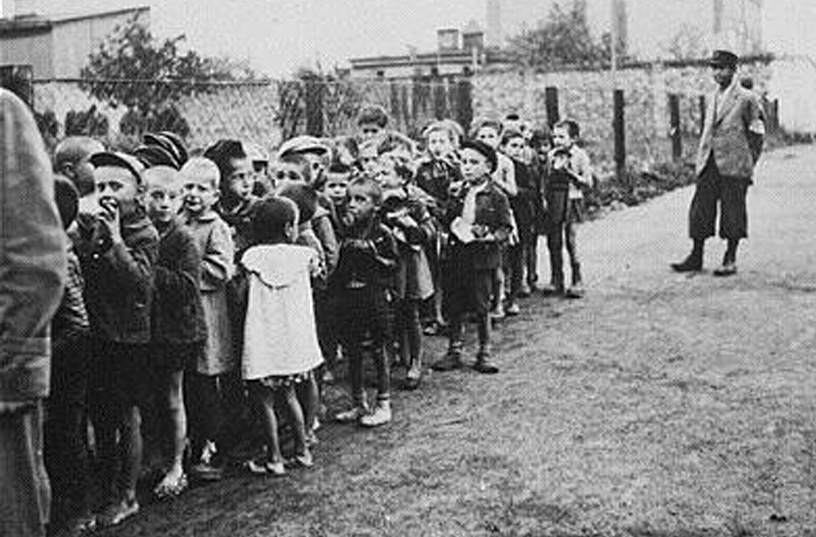
Evacuazione di bambini dal ghetto di Łódź verso il campo di sterminio di Chełmno, settembre 1942

A seguito della conferenza di Wannsee, Himmler si fece promotore nel dare un nuovo impulso al programma di sterminio. A metà marzo si recò a Cracovia e Lublino per verificare l'avvio del programma di sterminio attraverso gas venefici; un mese dopo, a Varsavia, decretò l'uccisione degli ebrei giunti nel ghetto di Łódź dall'Europa occidentale; in estate inviò a Lublino Friedrich Wilhelm Krüger, capo della polizia del Governatorato Generale, con l'ordine di organizzare entro la fine dell'anno la soppressione degli ebrei rimasti nel suo territorio. Successivamente emanò anche una direttiva scritta per lo sterminio degli ultimi ebrei ucraini, iniziato nel maggio di quell'anno, e sollecitò alacremente la continuazione degli eccidi nelle aree occupate della Polonia. La conferenza di Wannsee aveva facilitato il coordinamento e la messa in atto delle operazioni, ma senza dar loro il via e senza renderle automatiche. Fu l'incessante attività di Himmler a conseguire tali obiettivi.
Contemporaneamente Adolf Eichmann faceva seguito a quanto era stato convenuto a Wannsee, emanando una serie di ordini volti a mettere nuovamente in marcia i convogli ferroviari verso i ghetti dell'Europa orientale. L'RSHA aveva affinato a tal punto i piani che il 6 marzo, durante un colloquio con funzionari della Gestapo provenienti da tutto il territorio del Reich, Eichmann poté presentare un nuovo programma di deportazioni che avrebbe coinvolto 55 000 persone del Reich, inclusi Ostmark e Protettorato: si trattava del terzo contingente, dopo le due ondate di deportazioni dell'anno precedente da Łódź, Riga e Minsk, che Heydrich aveva preannunciato nel mese di novembre. A marzo 1942 emerse anche il fatto che le SS si stavano preparando a tradurre in realtà quel programma di deportazioni in una prospettiva europea che Heydrich aveva delineato alla conferenza di Wannsee. A differenza di quanto aveva annunciato, però, i trasporti provenienti da zone esterne ai confini del Großdeutsches Reich non si diressero verso i territori sovietici occupati ma, come gli altri, nei campi di concentramento polacchi. L'espansione delle deportazioni oltre i confini del Reich interessò inizialmente due paesi, la Slovacchia e la Francia, ai quali sarebbero seguiti Paesi Bassi, Belgio e, dopo il settembre 1943, Italia.

### La «soluzione finale» al servizio della guerra
L'importanza della conferenza di Wannsee risiede anche nel radicale cambiamento di prospettiva che si verificò, a livello dei vertici del regime, in merito alla direzione che avrebbe preso la Judenpolitik e al significato di «soluzione finale». Heydrich era intenzionato a sfruttare una guerra che immaginava vittoriosa per risolvere radicalmente la questione ebraica; dal suo punto di vista, il controllo tedesco sul continente e la conquista di «spazio vitale» (Lebensraum) a est rappresentavano i presupposti per una soluzione territoriale di tipo nuovo e diverso, ma comunque letale per gli ebrei.

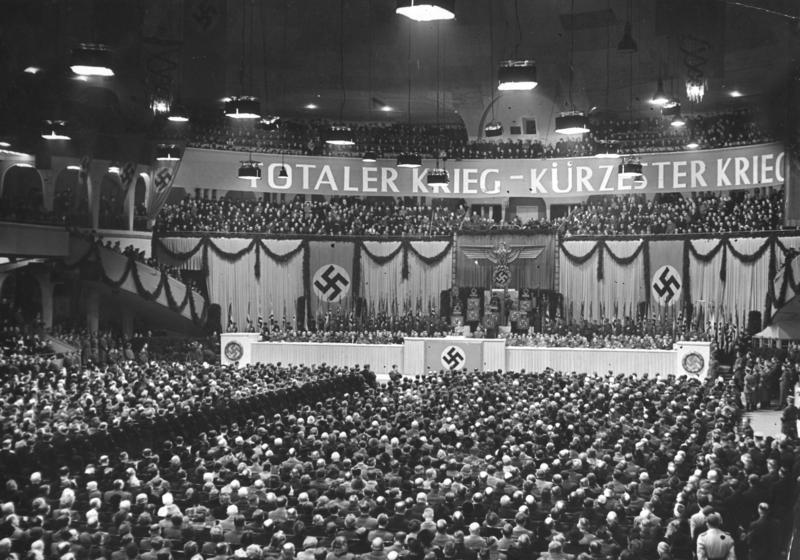
Raduno nazionalsocialista allo Sportpalast di Berlino. Il cartellone dice: Totaler Krieg - Kürzester Krieg ("Guerra totale - Guerra più breve"), 18 febbraio 1943.

Nel frattempo Himmler agiva – sempre di concerto con Hitler - per porre la «soluzione finale» al servizio della guerra (questa può essere considerata la differenza fondamentale con Heydrich). Inizialmente perseguì questa politica nei territori occupati in Unione Sovietica: estendendo le violenze delle Einsatzgruppen fino a trasformarle in genocidio su vasta scala, Himmler voleva creare le condizioni per far sì che, con la fine della guerra, il progetto di un nuovo ordine razziale in Europa fosse già in uno stato avanzato. Hitler autorizzò ogni passo importante di questa Judenpolitik e l'intenzione di porre la politica antisemita al servizio della guerra dettò anche le azioni di Himmler nell'autunno del 1941, sempre in armonia d'intenti di Hitler. Nonostante non fosse presente a Wannsee e Heydrich avesse fatto il possibile per impedire la partecipazione dei suoi uomini di fiducia, fu il Reichsführer delle SS Himmler a dare grande impulso all'inasprimento della Judenpolitik. A Wannsee Heydrich cercò con ogni mezzo di integrare le deportazioni in atto nel suo programma globale, definendole semplici «soluzioni di ripiego» o esperimenti in vista delle deportazioni a est da compiere alla fine della guerra. E se inizialmente anche Himmler aveva perseguito lo scopo di sfruttare gli ebrei internati nei lager per un privato «progetto orientale», già dopo pochi mesi la sua idea di soluzione finale sfociò in una nozione di guerra totale insuperabile per radicalismo e in tutto conforme al pensiero di Hitler. L'improvvisa morte di Heydrich facilitò il compimento del suo piano.
Il conflitto assunse il carattere definitivo di guerra di sterminio razzista; i paesi occupati o alleati avrebbero dovuto essere coinvolti in questa politica volta a creare un «nuovo ordine» internazionale e, partecipando allo sterminio, legarsi nel bene e nel male alla Germania. Questo avrebbe poi dovuto segnalare alla popolazione tedesca che ormai la Germania si era bruciata i ponti alle spalle e si trovava di fronte all'alternativa di dover vincere o essere distrutta dal «nemico mondiale» ebraico. Il genocidio degli ebrei divenne dunque il legame e il catalizzatore della strategia bellica, della politica d'occupazione e di quella delle alleanze. La scelta di capovolgere il mezzo e lo scopo originari, vale a dire non fare la guerra per creare i presupposti della soluzione finale, ma porre la soluzione finale al servizio della condotta bellica, avvenne in massima parte alla conferenza che Heydrich organizzò quel 20 gennaio 1942.

### Esplicative
1. ↑  Durante un incontro del 15 novembre 1941 Rosenberg e Himmler, ciascuno in veste di responsabile della propria istituzione, trattarono il problema fondamentale ma ancora irrisolto delle «competenze» in materia di ebrei nei territori sovietici occupati. La controversia ruotava attorno alla «gestione» del «problema ebraico», se fosse cioè «affare della polizia» (come pensava Himmler) o se andasse considerata «nel quadro della politica globale» (come sottolineava Rosenberg). I due concordarono, infine, di aggregare i Comandanti superiori delle SS e della polizia (Höherer SS- und Polizeiführer - Hsspf) e i Comandanti delle SS e della polizia (SS- und Polizeiführer - Sspf) dei paesi occupati – nonostante fossero subordinati al Reichsführer delle SS – rispettivamente ai commissari del Reich (Reichskommissaren) e ai commissari generali (Generalkommissaren) e farne, dunque, una sorta di referenti della polizia presso l'amministrazione civile dei territori occupati. Gli «esperti in questioni ebraiche» afferenti ai comandanti in capo delle SS e della polizia avrebbero potuto esercitare la loro funzione anche in veste di commissari del Reich con la formula dell'unione personale delle cariche. Vedi: Longerich, Capitolo secondo. La conferenza di Wannsee - I delegati delle autorità civili di occupazione.

### Bibliografiche
1. ↑  (EN) Startseite EN - Wannsee-Konferenz Relaunch, su ghwk.de. URL consultato il 26 aprile 2021.
2. 1 2   Protocollo di Wannsee (PDF), su ghwk.de. URL consultato il 7 marzo 2020 (archiviato dall'url originale il 4 marzo 2016).
3. ↑  Friedländer, pp. 406-407.
4. 1 2 3  Longerich, Prologo. Incontro di lavoro e colazione. Il primo invito.
5. 1 2 3 4  Longerich, Capitolo primo. Gli antecedenti della conferenza. 1933-1941: «Allontanare gli ebrei».
6. 1 2 3  Longerich, Capitolo primo. Gli antecedenti della conferenza. 1933-1941: «Allontanare gli ebrei». «Soluzioni territoriali».
7. ↑  Goldhagen, p. 166.
8. ↑  Goldhagen, p. 557.
9. 1 2 3  Longerich, Capitolo primo. Gli antecedenti della conferenza. 1933-1941: «Allontanare gli ebrei» - «Estate 1941: fucilazioni in massa e genocidio in Unione Sovietica».
10. 1 2 3 4 5  Longerich, Capitolo primo. Gli antecedenti della conferenza. 1933-1941: «Allontanare gli ebrei» - «Deportazioni».
11. ↑  Collotti, p. 71.
12. ↑  Collotti, pp. 73-74.
13. ↑  Goldhagen, p. 168.
14. 1 2  Longerich, Capitolo primo. Gli antecedenti della conferenza. 1933-1941: «Allontanare gli ebrei» - Minacce di sterminio.
15. ↑  Longerich, Capitolo primo. Gli antecedenti della conferenza. 1933-1941: «Allontanare gli ebrei» - «Soluzioni finali» regionali.
16. ↑  Collotti, p. 74.
17. 1 2 3 4 5 6  Longerich, Capitolo secondo. La conferenza di Wannsee.
18. 1 2  Longerich, Capitolo primo. Gli antecedenti della conferenza. 1933-1941: «Allontanare gli ebrei» - Fine 1941: «È ora di agire».
19. 1 2  Hilberg, p. 440.
20. 1 2 3 4 5 6 7 8 9 10 11 12 13  Longerich, Capitolo secondo. Il verbale.
21. ↑  Evans, p. 298.
22. ↑  Hilberg, p. 441.
23. ↑  Evans, p. 300.
24. ↑  Hilberg, pp. 441-442.
25. ↑  Nel verbale della conferenza i nomi di Meyer, Leibbrandt, Stuckart, Freisler, Bühler, Schöngarth e Lange sono preceduti dal titolo di dottore; non invece quello di Gerhard Klopfer, che tuttavia aveva conseguito il titolo nel 1929, vedi:  Dr. Gerhard Klopfer - Ein deutscher Lebensweg (PDF), su anwaltverein.de. URL consultato il 20 aprile 2021.
26. ↑  Collotti, p. 78.
27. 1 2  Longerich, Capitolo secondo. La conferenza di Wannsee - I protagonisti della conferenza: «soluzione finale», progetto basato sulla divisione dei compiti tra SS e burocrazia.
28. ↑  Collotti, p. 80.
29. ↑   Wolfgang Scheffler, Die Wannsee-Konferenz und ihre historische Bedeutung, in Erinnern für die Zukunft. Ansprachen und Vorträge zur Eröffnung der Gedenkstätte, Berlino, Haus der Wannsee-Konferenz, 1992,  p. 30.
30. ↑  Evans, p. 302.
31. 1 2 3  Hilberg, p. 442.
32. ↑  Evans, pp. 302-303.
33. 1 2  Evans, p. 304.
34. ↑   Scansione del documento originale (PDF), su ghwk.de. URL consultato il 9 marzo 2021 (archiviato dall'url originale il 6 febbraio 2007).
35. ↑  Il testo completo, in lingua italiana, del verbale della conferenza di Wannsee è disponibile in:  Il verbale della conferenza di Wannsee, su olokaustos.org. URL consultato il 17 febbraio 2018 (archiviato dall'url originale il 28 febbraio 2007).
36. ↑  Collotti, pp. 80-81.
37. ↑  Hilberg, pp. 442-443.
38. 1 2 3  Hilberg, p. 443.
39. ↑   Omer Bartov, Fronte orientale. Le truppe tedesche e l'imbarbarimento della guerra (1941-1945), Bologna, Il Mulino, 2003,  pp. 132-145, ISBN 88-15-09091-6.
40. ↑  Collotti, p. 82.
41. 1 2  Evans, p. 306.
42. ↑  Collotti, pp. 82-83.
43. ↑  Goldhagen, p. 357.
44. ↑  Goldhagen, p. 358.
45. ↑  Evans, pp. 304-305.
46. ↑  Longerich, Capitolo secondo. La conferenza di Wannsee - I delegati delle autorità civili di occupazione.
47. ↑  Goldhagen, pp. 357-358.
48. 1 2  Evans, p. 305.
49. 1 2 3 4 5 6  Longerich, Conclusioni. Wannsee: luogo della memoria.
50. ↑  Testimonianza di Adolf Eichmann del 24 luglio 1961, in The Trial of Adolf Eichmann, Session 107 Archiviato il 1º agosto 2007 in Internet Archive. dal sito web «Nizkor». Riportato il 28 agosto 2007.
51. ↑  A. Hitler, Discorso pronunciato al Palazzo dello Sport di Berlino il 30 gennaio 1942, Tipografia F. Failli, Roma 1942, p. 40
52. ↑  Hilberg, p. 444.
53. ↑  Collotti, p. 83.
54. ↑  Collotti, p. 84.
55. ↑  Collotti, p. 85.
56. ↑  Evans, pp. 306-307.
57. ↑  Evans, p. 307.
58. ↑  Evans, pp. 307-308.
59. ↑  Evans, p. 308.
60. 1 2 3 4  Longerich, Capitolo terzo. La «soluzione finale» diventa realtà - «Vernichtung durch Arbeit»: lo sterminio attraverso il lavoro.
61. ↑  Evans, pp. 309-310.
62. ↑  Evans, p. 310.
63. ↑  Evans, p. 311.
64. 1 2  Longerich, Capitolo terzo. La «soluzione finale» diventa realtà - Deportazioni e sterminio nella primavera del 1942.